# Bildungssystem in Malaysia

Logo des malaysischen Schulministeriums

Das Bildungssystem in Malaysia untersteht dem Ministry of Education (Kementerian Pendidikan Malaysia). Es ist in zwei Hauptabteilungen gegliedert, von den sich der Education Sector mit allen Belangen der Vorschulen, der Primar- und Sekundarschulen befasst, während der Higher Education Sector für die Hochschulen zuständig ist. Obwohl für die Bildungspolitik die Bundesregierung zuständig ist, hat jeder malaysische Bundesstaat ein eigenes Kultusministerium. Die Rechtsgrundlage für die staatliche Bildungspolitik ist der Education Act 1996.
Malaysia hat ein Schulsystem in öffentlicher Trägerschaft, das allen Bürgern kostenlosen, mehrsprachigen Unterricht garantiert. Daneben gibt es die Möglichkeit, eine Privatschule zu besuchen oder am homeschooling teilzunehmen. Die Schulpflicht beschränkt sich auf die Primarstufe. Wie in vielen asiatisch-pazifischen Ländern, wie etwa Südkorea, Singapur und Japan folgen die Lehrpläne und Abschlussprüfungen einem schulübergreifenden, einheitlichen System.

## Geschichte

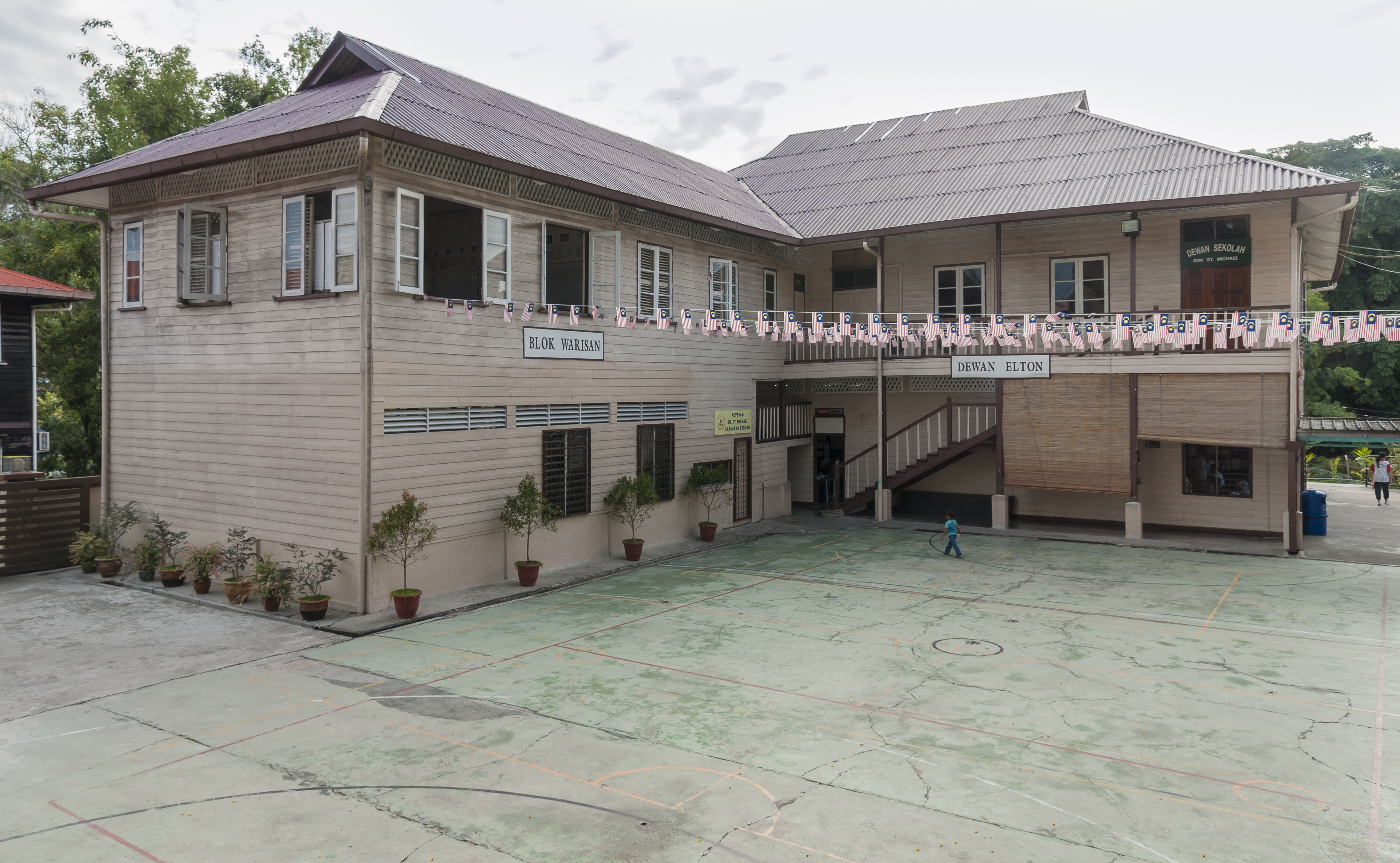
Der historische Flügel der 1888 gegründeten St. Michael’s School in Sandakan

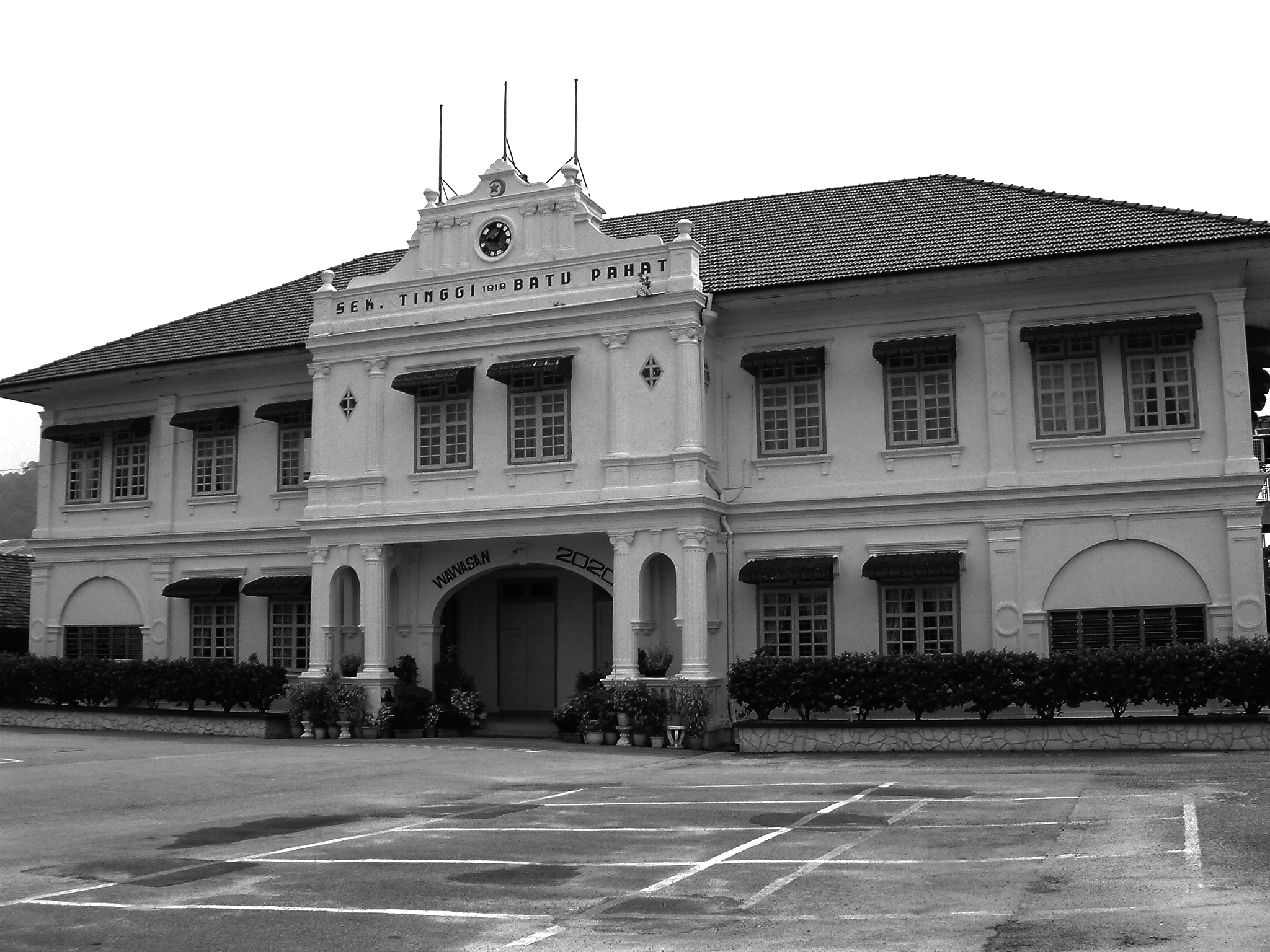
Batu Pahat High School, Johor

Die Sekolah Pondok (wörtlich Hüttenschule), die Madrasa und andere islamische Schulen waren die ältesten Schulformen Malaysias. Bereits frühe Werke der malaiischen Literatur, wie etwa Munshi Abdullahs Autobiographie Hikayat Abdullah erwähnen diese Schulen und beweisen, dass diese dem säkularen Schulmodell vorausgingen.
Säkulare Schulen kamen in Malaysia durch die Britische Kolonialregierung auf. Viele der ältesten Schulen des Landes wurden in den Straits Settlements Penang, Malakka und Singapur gegründet. Die älteste englischsprachige Schule in Malaya war die Penang Free School, die 1816 gegründet wurde, gefolgt von der Malacca High School und der anglochinesischen Schule in Klang. Viele dieser alten Schulten genießen ein hohes Ansehen.
Der britische Historiker Richard O. Winstedt spielte eine wichtige Rolle bei der Verbesserung der Bildung der Malaien und wirkte federführend beim Aufbau des Sultan Idris Training College mit, das der Heranbildung malaiischstämmiger Lehrer dienen sollte. Richard James Wilkinson etablierte 1905 das Malay College Kuala Kangsar, dessen Aufgabe die Bildung der malaiischen Elite war.
Ursprünglich verweigerte sich die Britische Kolonialregierung jeglicher Förderung von malaysischsprachigen Sekundarschulen und zwang diejenigen, die in der Primarschule nur Malaysisch gelernt hatten, sich dem englischsprachigen Unterricht anzupassen. Viele bildungswillige Malaysier scheiterten an dieser Hürde. Trotz Beschwerden über diese Regelung, erklärte der British Director of Education dazu:

“It would be contrary to the considered policy of government to afford to a community, the great majority of whose members find congenial livelihood and independence in agricultural pursuits, more extended facilities for the learning of English which would be likely to have the effect of inducing them to abandon those pursuits.”

„Es würde der betrachteten Regierungspolitik widersprechen, sich einer Gemeinschaft zu leisten, von deren große Mehrheit der Mitglieder einen sympathischen Lebensunterhalt und Unabhängigkeit in landwirtschaftlichen Aktivitäten findet, erweiterte Einrichtungen für das Englischlernen, die wahrscheinlich dazu führen würden, diese Aktivitäten aufzugeben.“

Sowohl im Bundesrat als auch in der Gesetzgebenden Versammlung von Singapur protestierten malaiische Abgeordnete vehement gegen dieses Statement, das einer von ihnen als „Britische Politik, die die Malaien zu Arbeitslosen mache, da sie vom Erlernen der Broterwerbssprache Malayas ausgeschlossen werden“ bezeichnete.

“In the fewest possible words, the Malay boy is told 'You have been trained to remain at the bottom, and there you must always remain!' Why, I ask, waste so much money to attain this end when without any vernacular school, and without any special effort, the Malay boy could himself accomplish this feat?”

„Mit den geringstmöglichen Worten wird dem malaiischen Jungen gesagt: ‚Sie wurden trainiert, unten zu bleiben, und dort müssen Sie immer bleiben!‘ Warum, frage ich, so viel Geld verschwenden, um dieses Ziel zu erreichen, wenn der malaiische Junge ohne eine Volksschule und ohne besondere Anstrengungen diese Leistung selbst vollbringen könnte?“

Um diesem Problem abzuhelfen, gründete die Britische Regierung das Malay College Kuala Kangsar. Allerdings lag der Zweck der Schule eher in der Ausbildung von Beamten des Einfachen und Mittleren Dienstes als darin, den Malaien die Tür zum Handel zu öffnen — und schon gar nicht war es jemals die Absicht, dass ihre Schüler damit auf den Besuch höherer Bildungsinstitutionen vorbereitet wurden.
Christliche Missionare wie etwa die der Missionsgesellschaft vom hl. Joseph von Mill Hill, der Brüder der christlichen Schulen, der Maristen-Schulbrüder, der Adventisten, Anglikaner und Methodisten gründeten eine Vielzahl von Missionsschulen, die Unterricht für die Primar- und Sekundarstufe in englischer Sprache anboten. Die meisten dieser Schulen waren monoedukative Schulen. Obwohl sie heute vollständig in malaysischsprachigen Nationalschulen integriert wurden und obwohl der Zugang zu diesen Schulen ungeachtet des Geschlechts, der Herkunft und des religiösen Hintergrundes möglich ist, tragen viele dieser Schulen noch immer ihre ursprünglichen Namen, in denen die Namen von Heiligen oder religiös konnotierte Worte wie „Katholisch“, „Konvent“, „Advent“ und „Methodist“ enthalten sind.
Während der britischen Kolonialzeit immigrierte eine große Zahl Chinesen und Inder nach Malaya. Diese Gruppen betrieben ihre eigenen Schulen, benutzten ihre eigenen Lehrpläne und stellten Lehrer aus ihren eigenen Reihen ein.
Für die notwendige Umgestaltung des Bildungssystems lagen in den 1950er Jahren vier verschiedene Vorschläge auf dem Tisch: Der von den Malaien favorisierte Barnes Report, der Ordinance Report, der lediglich aus einem modifizierten Barnes-Report bestand, der von Chinesen und Indern unterstützte Fenn-Wu Report und der Razak Report, der einen Kompromiss zwischen beiden Vorschlägen darstellte. Gegen den Protest der Chinesen wurde der Vorschlag Barnes’ 1952 durch die Bildungsverordnung (Education Ordinance 1952) implementiert. In Vorbereitung zur Gründung eines unabhängigen Malaya wurde 1956 das Bildungssystem auf den Razak Report umgestellt. Der Razak Report forderte ein System von Nationalschulen mit den Unterrichtssprachen Malaysisch, Englisch, Chinesisch und Tamil in der Primarstufe und Malaysisch und Englisch in der Sekundarstufe. Außerdem war darin ein von der Unterrichtssprache unabhängiger, landesweit geltender Lehrplan enthalten. Schulen mit der Unterrichtssprache Malaysisch sollten als „National Schools“ klassifiziert werden, alle anderen als „National-type Schools“.
In den früheren Jahren der Unabhängigkeit wurden die chinesisch- und tamilsprachigen Schulen sowie die Missionsschulen finanziell von der Regierung unterstützt und durften ihre Unterrichtssprache beibehalten, wenn sie dafür den landesweiten Lehrplan akzeptierten. Die chinesischsprachigen Sekundarschulen mussten sich entscheiden, entweder staatliche Unterstützung zu bekommen und zu einer „national-type School“ zu werden oder als Privatschule ohne staatliche Unterstützung weiter zu existieren. Die meisten Schulen akzeptierten den Wechsel; die anderen setzten ihre Arbeit als Chinese Independent High School fort. Kurz nach dem Wechsel gründeten einige der neuen National-type Schools eine Chinese Independent High School als Zweigstelle.
In Übereinstimmung mit der malaysischen Sprachpolitik begann die Regierung in den 1970er Jahren, alle englischsprachigen National-type-Schulen in malaysischsprachige Nationalschulen umzuwandeln. Diese Umwandlung betraf jeweils die Schulanfänger der folgenden Jahre, so dass eine allmähliche Einführung stattfand. Die vollständige Überführung in das neue System war daher erst Ende 1982 abgeschlossen.
1996 trat der Education Act 1996 in Kraft und ersetzte Education Ordinance 1956 und Education Act 1961.

## Klassenstufen

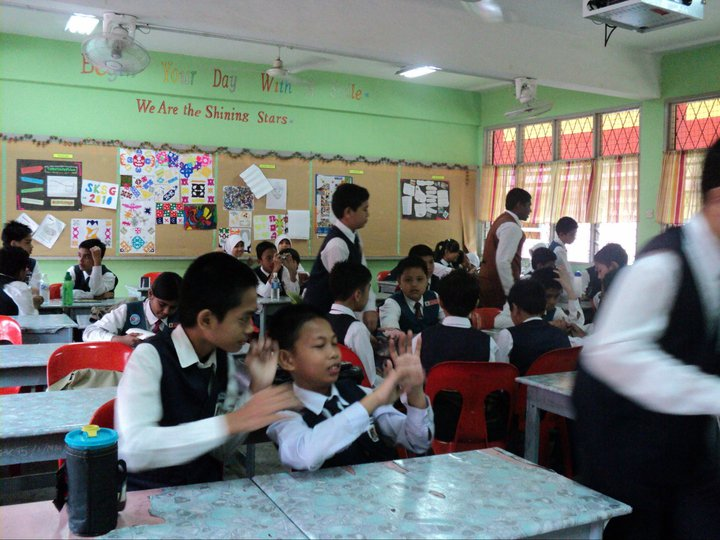
Schüler der Klassenstufe Standard 6

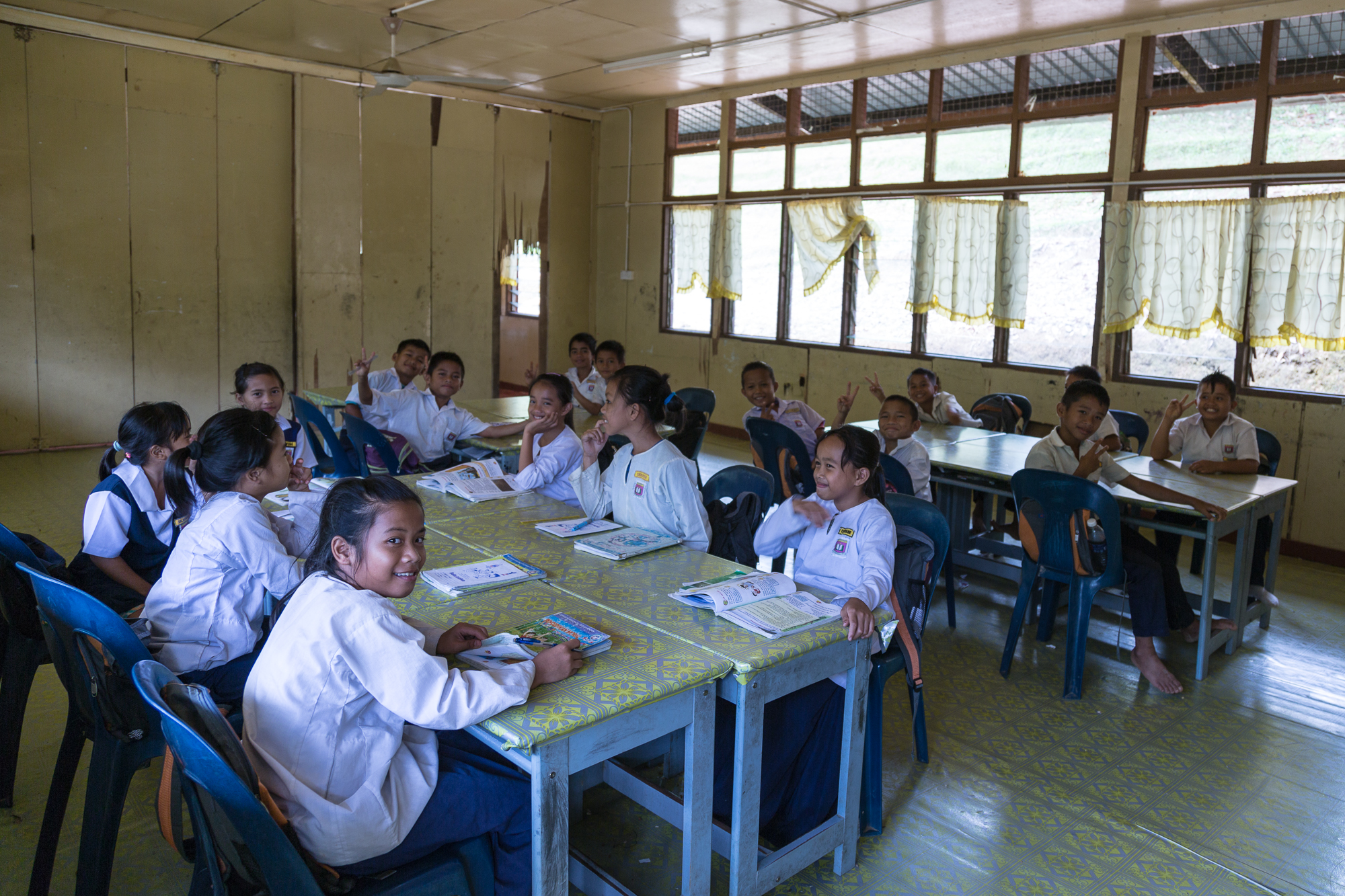
Unterricht in der SRK Pensiangan (5. Schuljahr)

Das Schuljahr ist in zwei Halbjahre aufgeteilt. Das erste Semester beginnt Anfang Januar und endet im Juni, das zweite beginnt im Juli und endet im Dezember.
| Benennung der Klassenstufe | Typisches Alter                    |
| --- | ---------------------------------- |
| Vorschule |                                    |
| Vorschul-Spielgruppe | 3–4                                |
| Kindergarten | 4–6                                |
| Primarschule |                                    |
| Standard 1 oder Tahun 1 oder Darjah 1 | 7                                  |
| Standard 2 oder Tahun 2 oder Darjah 2 | 8                                  |
| Standard 3 oder Tahun 3 oder Darjah 3 | 9                                  |
| Standard 4 oder Tahun 4 oder Darjah 4 | 10                                 |
| Standard 5 oder Tahun 5 oder Darjah 5 | 11                                 |
| Standard 6 oder Tahun 6 oder Darjah 6 | 12                                 |
| Sekundarschule |                                    |
| Form 1 | 13                                 |
| Form 2 | 14                                 |
| Form 3 | 15                                 |
| Form 4 | 16                                 |
| Form 5 | 17                                 |
| Form 6 | 18–19 (in einigen Schulen möglich) |
| Tertiärer Bildungsbereich |                                    |
| College oder University (Hochschule) Die einzelnen Jahre eines vierjährigen Studiums werden gelegentlich als Freshman Year, Sophomore Year, Junior Year und Senior Year bezeichnet. | Kein definiertes Alter.            |

## Schularten

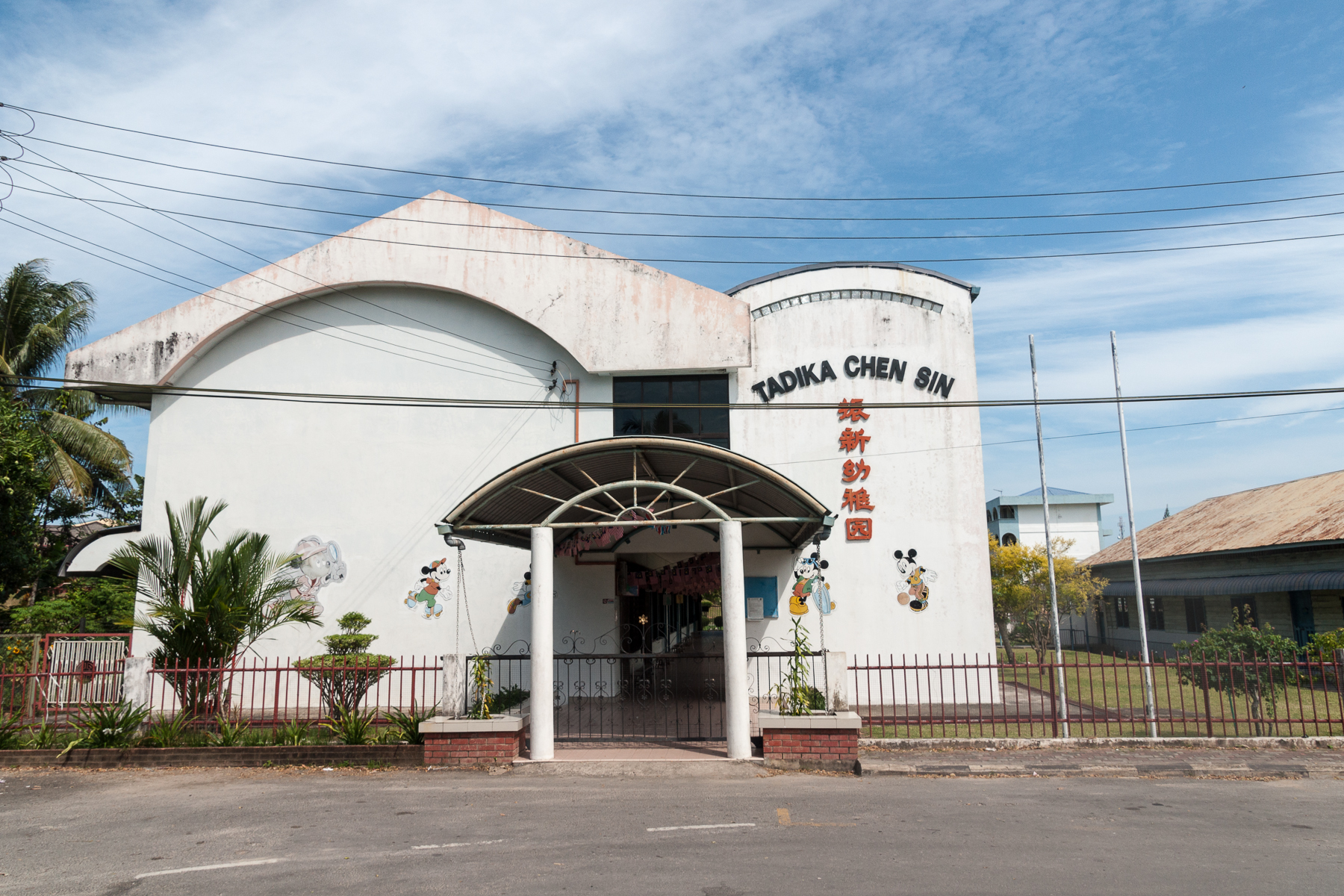
Kindergarten und Vorschule „Chen Sin“ in Tuaran

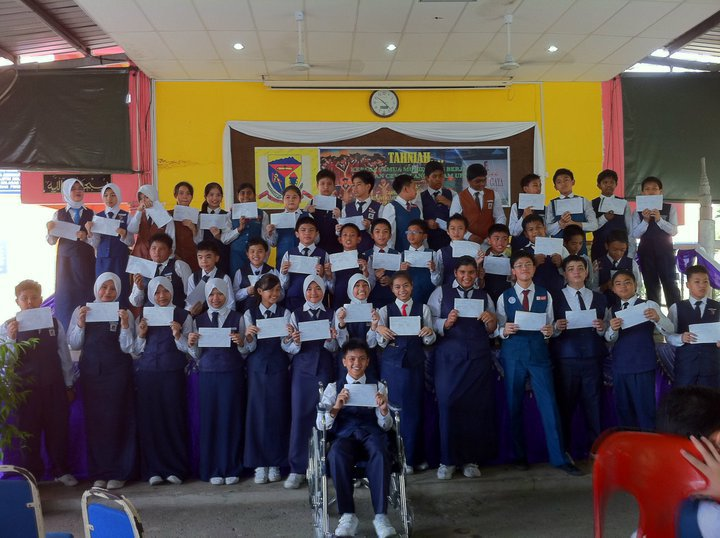
Schüler mit dem Zertifikat für die bestandene Abschlussprüfung UPSR

## Vorschulerziehung
Es gibt keine festgelegten Regeln, wann ein Kind eine Vorschulerziehung (preschool education) beginnen muss, aber die Mehrheit startet im Alter von fünf Jahren. Die schulische Ausbildung kann dabei schon früher, mit 3–6 Jahren im Kindergarten beginnen. Die Vorschulerziehung dauert normalerweise zwei Jahre und endet mit der Einschulung im Alter von 7 Jahren. Für die Vorschulerziehung gibt es keinen Lehrplan, allerdings ist ein Training und eine Zertifizierung notwendig, um eine Vorschule zu betreiben oder um dort als Lehrer tätig zu werden. Das Training umfasst Kinderpsychologie, Didaktik und andere relevante Themen rund um das Kindeswohl und die Kindesentwicklung.
Die Vorschulerziehung wird zumeist von privatwirtschaftlichen Unternehmen angeboten, daneben sind hier auch kirchliche Gruppen und einige wenige staatliche Organisationen tätig. Einige Primarschulen haben angeschlossene Vorschulabteilungen. Die Akzeptanz von Vorschulprogrammen ist unterschiedlich; während die Menschen im urbanen Raum ihre Kinder in private Kindergärten schicken können, geschieht dies im ländlichen Raum eher selten. Registrierte Vorschulen unterliegen einer Gebietsaufteilung und müssen die einschlägigen Bestimmungen des Gesundheits- und Brandschutzes einhalten. Viele Vorschulen liegen in dichtbevölkerten Gebieten und waren ursprünglich normale Wohnhäuser, die zu Schulen umfunktioniert wurden.

## Primarstufe
Die Primarstufe (Primary education) beginnt mit dem siebten Lebensjahr und dauert sechs Jahre. Die Klassen werden fortlaufend von 1 bis 6 gezählt und mit dem Präfix Tahun („Jahr“) oder Darjah („Standard“) versehen. Tahun 1 bis Tahun 3 wird als Stufe I (tahap satu) und Tahun 4 bis Tahun 6 als Stufe II (tahap dua) bezeichnet. Die Versetzung in das nächste Jahr wird ungeachtet der schulischen Leistungen vollzogen.
In den Jahren von 1996 bis 2000 wurden die Schüler am Ende der Stufe I der Prüfung Penilaian Tahap Satu (PTS) unterzogen. Das Bestehen dieses Tests erlaubte dem Schüler, das vierte Jahr zu überspringen und direkt mit Tahun 5 fortzufahren. Allerdings wurde der Test 2001 wieder abgeschafft, da man befürchtete, dass er Eltern und Lehrer dazu verleite, unnötigen Erfolgsdruck auf die Schüler auszuüben.
Am Ende der Stufe II der Primarschule steht für alle Schüler am Ende des sechsten Jahres der Primarschul-Abschlusstest (Ujian Pencapaian Sekolah Rendah, UPSR). Geprüft werden Rechtschreibung und Sprachverständnis der malaysischen Sprache, Englisch, Naturwissenschaften und Mathematik. Zusätzlich zu diesen fünf Fächern kommen für die Schüler chinesischsprachiger Schulen Verständnistests und Rechtschreibung des Chinesischen und für tamilsprachige Schulen eine entsprechende Prüfung für Tamil stattfindet.

### Schularten und Unterrichtssprache

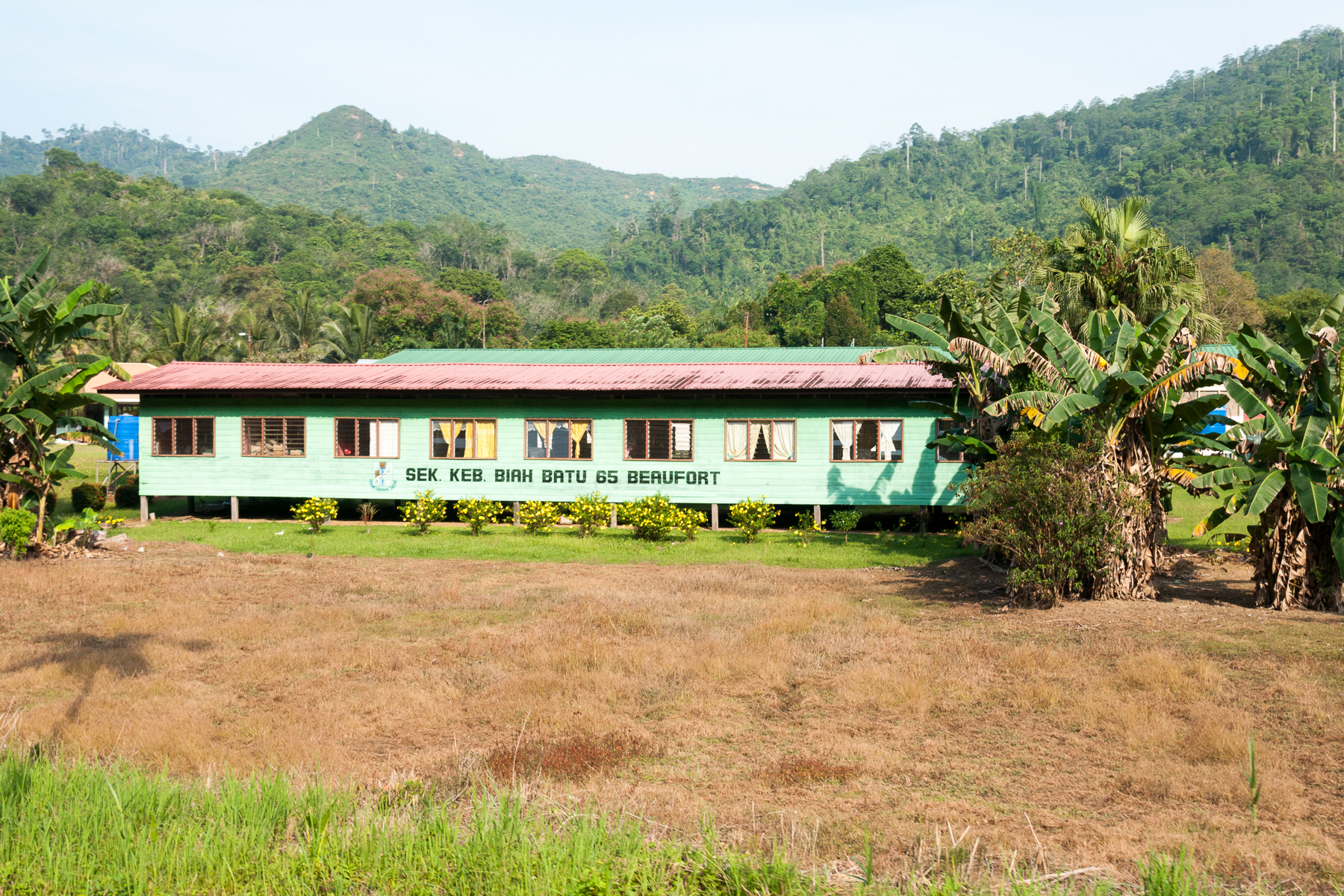
Grundschule SK Biah Batu im Padas-Tal bei Beaufort

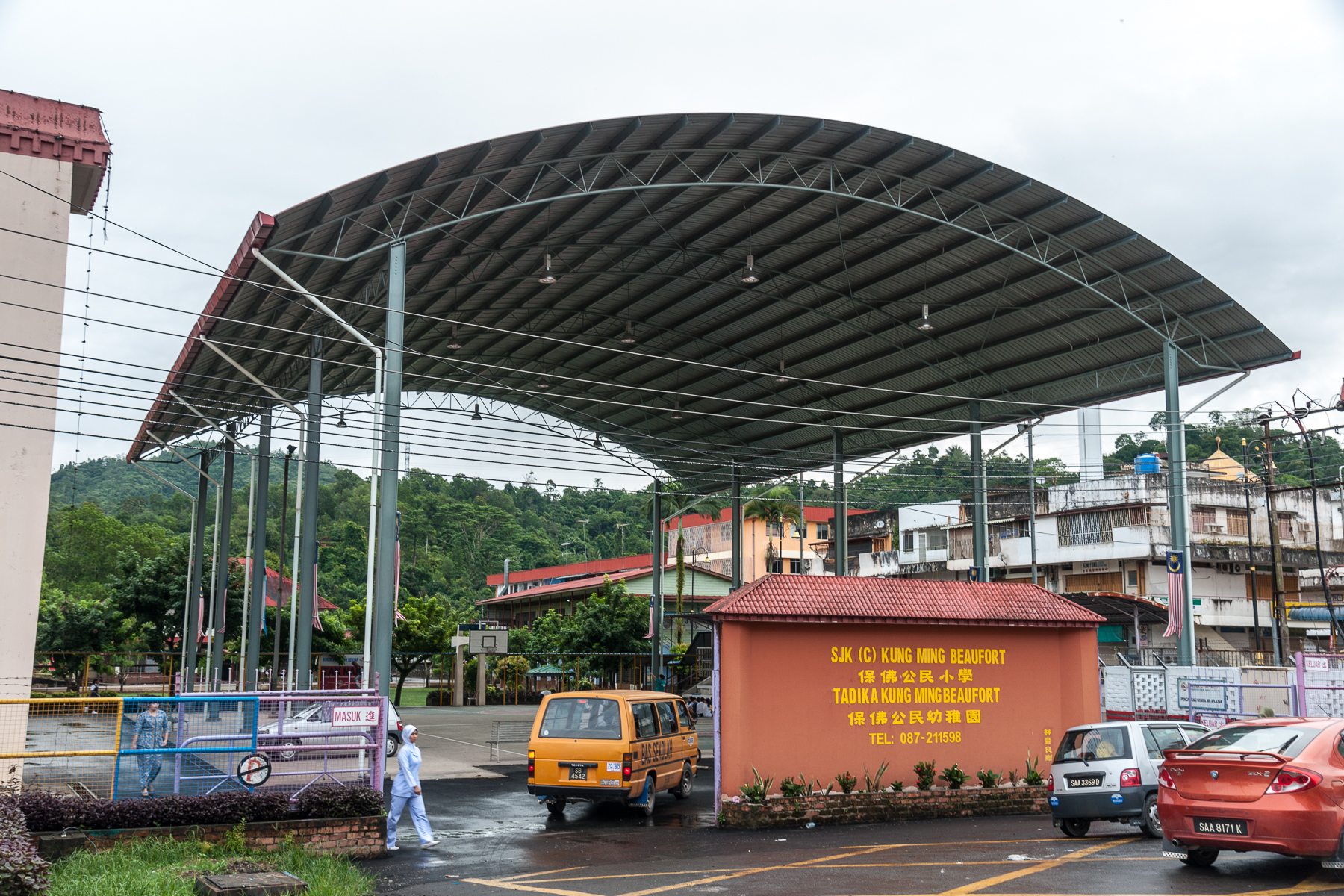
SJK (C) Kung Ming Beaufort

Die öffentlichen Schulen der Primarstufe sind entsprechend der Unterrichtssprache in zwei Kategorien unterteilt:
- malaysischsprachige Nationalschulen (National Schools, Sekolah Kebangsaan, SK)
- nicht-malaysischsprachige Nationalschulen (National-Type Schools, Sekolah Jenis Kebangsaan, SJK), auch als Volkssprachliche Schulen (vernacular schools) bekannt,[6] die wiederum in
  - chinesischsprachig (National-type School (Chinese), Sekolah Jenis Kebangsaan (Cina), kurz SJK(C)) oder
  - tamilisch (National-type School (Tamil), Sekolah Jenis Kebangsaan (Tamil), kurz SJK (T)) ausgerichtet sind.

Alle Schulen nehmen Schüler ohne Einschränkungen hinsichtlich ihrer Rasse und ihres sprachlichen Hintergrunds auf.
Malaysisch und Englisch sind Pflichtfächer in allen Schulen. Für nichtsprachliche Fächer wird in allen Schulen unabhängig von der Unterrichtssprache derselbe Lehrplan verwendet. Das Erlernen von Mandarin ist in der SJK(C) zwingend vorgeschrieben, so wie Tamil in der SJK(T) Pflichtfach ist. Tamil und Mandarin müssen auch in einer malaysischsprachigen Nationalschule angeboten werden, sobald die Eltern von mehr als 15 Schülern dies einfordern; das Gleiche gilt für die in Malaysia gesprochenen indigenen Sprachen.
Im Januar 2003 wurde Englisch als Unterrichtssprache für Naturwissenschaften und Mathematik eingeführt. Durch politischen Druck der chinesischen Bevölkerung wurden in den SJK(C) die naturwissenschaftlichen Fächer und Mathematik sowohl in Englisch als auch Chinesisch unterrichtet. 2009 machte die Regierung ihren Beschluss wieder rückgängig, so dass ab 2012 wieder die ursprünglichen Sprachregelungen galten.
Was die Finanzierung durch öffentliche Gelder betrifft, gehören die National Schools der Regierung und werden auch von ihr betrieben. National-type Schools werden vom Staat lediglich gefördert: Während der Staat den Lehrbetrieb finanziert, die Ausbildung und Bezahlung der Lehrer übernimmt und den Lehrplan festlegt, befinden sich die Immobilien der Schule und das Anlagevermögen im Besitz der örtlichen, ethnisch basierten Gemeinschaften, die das Board of Directors wählen, der über den Schulbesitz wacht. Zwischen 1995 und 2000 war der Etat für die Entwicklung der Primärbildung im „Seventh Malaysia Plan“ so aufgeteilt, dass die National Schools 96,5 %, die Chinese National-type Schools 2,4 % und die Tamil National-type Schools 1 % des Etats erhielten – ungeachtet der Tatsache, dass nur 75 % der Schüler in die Nationalschulen gingen, während die chinesischsprachigen Schulen 21 % und die tamilsprachigen Schulen 3,6 % der Schüler unterrichteten.
In früheren Jahren gab es noch weitere Arten von nicht-malaysischsprachigen Schulen. Die vormaligen English National-type Schools wurden als Resultat der Dekolonisation in die Nationalschulen integriert. Andere Schulen, wie etwa die, deren Unterrichtssprache Panjabi war, wurden aufgrund schwindender Schülerzahlen geschlossen. Die Pflege des Panjabi und der dazugehörigen Kultur wird derzeit außerschulisch in den Gurdwara der malaysischen Sikh wahrgenommen.
Die Teilung des Bildungssystems in der Primarstufe in malaysischsprachige und nicht-malaysischsprachige Schulen wurde kritisiert, weil dadurch angeblich eine rassistisch motivierte Polarisation in einem frühen Lebensabschnitt stattfinden würde. Um dem Problem zu begegnen, wurden versuchsweise Sekolah Wawasan („vision schools“) eingerichtet. Bei diesem Konzept teilen sich drei Schulen – typischerweise je eine SK, eine SJK(C) und eine SJK(T) – dieselben Räumlichkeiten und schulischen Einrichtungen, behalten jedoch ihre eigene Verwaltung. Das Modell fand unter den chinesischen und indischen Bevölkerungsteilen jedoch wenig Akzeptanz, da diese eine eingeschränkte Nutzung ihrer Muttersprachen befürchteten.

## Sekundarstufe

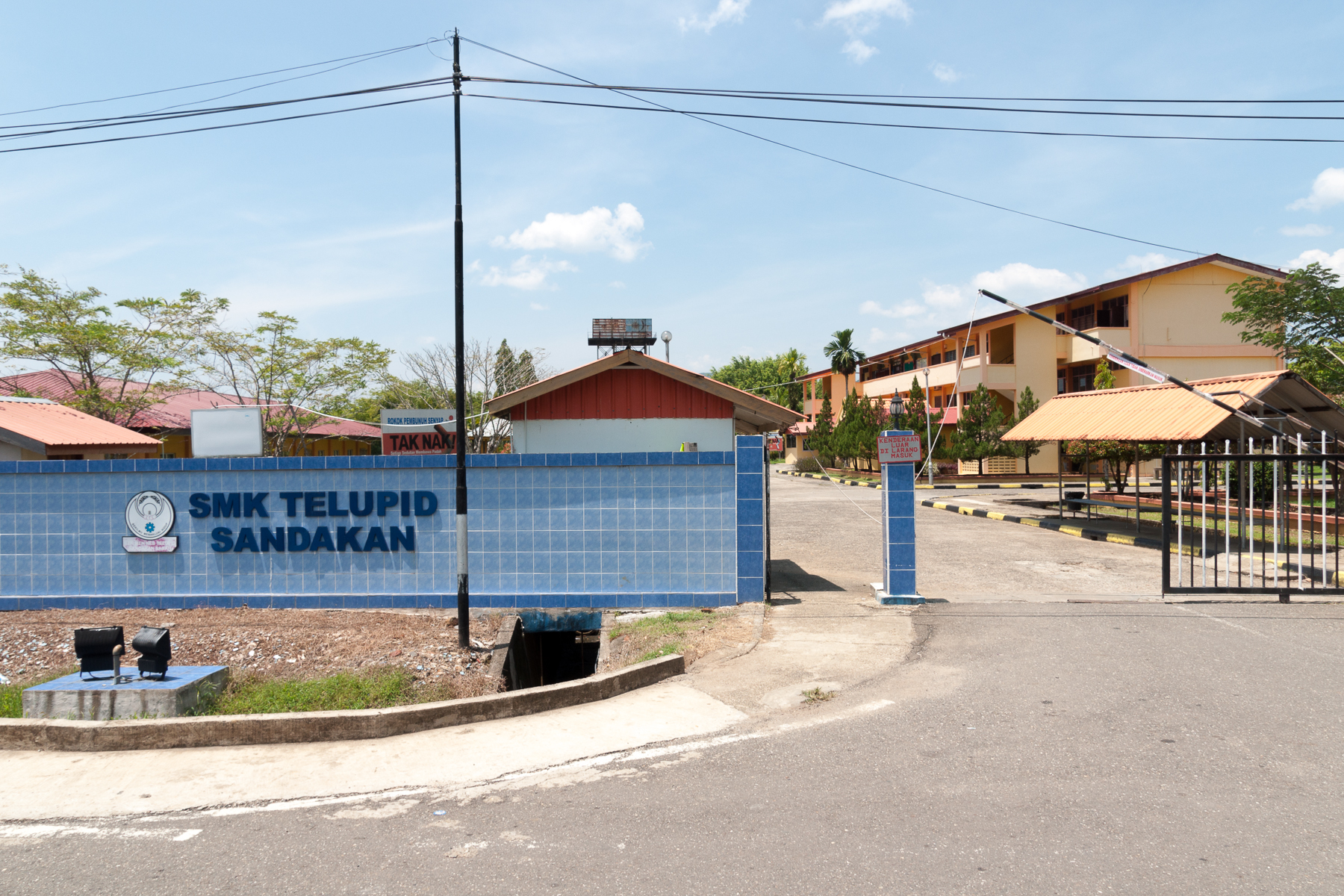
SMK Telupid

Die Sekundarstufe (secondary education) in Malaysia wird durch die Nationalen Sekundarschulen (engl. National Secondary Schools, mal. Sekolah Menengah Kebangsaan, abgekürzt SMK) abgedeckt. Nationale Sekundarschulen nutzen Malaysisch als Hauptunterrichtssprache. English ist ein Pflichtfach in allen Schulen. Versuchsweise wurde 2003 Englisch als Unterrichtssprache in Mathematik und wissenschaftlichen Fächern eingeführt, aber 2009 verfügte die Regierung, dass ab 2012 auch in diesen Fächern wieder in Malaysisch unterrichtet werden soll.
Genau wie in der Primarstufe müssen Nationale Sekundarschulen Chinesisch, Tamil und Indigene Sprachen anbieten, wenn die Eltern von mehr als 15 Schülern dies wünschen. Zusätzlich können bestimmte Schulen weitere Sprachen wie Arabisch, Japanisch, Deutsch oder Französisch in den Lehrplan aufnehmen.
Die Sekundarstufe dauert fünf Jahre und wird mit den Klassenstufen 1 bis 5 (engl. Form 1–5, mal. Tingkatan 1–5) bezeichnet. Die Klassenstufe 1 bis 3 entsprechen der Sekundarstufe I (Lower Secondary oder Menengah Rendah), während die Klassenstufe 4 und 5 der Sekundarstufe II entspricht (Upper Secondary oder Menengah Atas). Die Mehrzahl der Schüler haben nach Abschluss der Primarstufe eine direkte Zulassung für die Klassenstufe Form 1. Schüler von nicht-malaysischsprachigen Primarschulen müssen den Primarschul-Abschlusstest UPSR mindestens mit der Note „C“ bestehen, ansonsten ist der Besuch einer einjährigen Übergangsklasse (Remove oder Kelas/Tingkatan Peralihan) vor dem Wechsel nach Form 1 obligatorisch. Genau wie in der Primarstufe erfolgt die Versetzung innerhalb der Sekundarstufe ungeachtet der schulischen Leistungen.
Ab der Sekundarstufe sind alle Schüler verpflichtet, die Teilnahme an mindestens zwei co-curriculare Aktivitäten – also Tätigkeiten, die über den Lehrplan hinausgehen – nachzuweisen, in Sarawak sogar drei. Die Angebote für diese Aktivitäten sind von Schule zu Schule unterschiedlich. Regelmäßig finden Wettkämpfe und Vorführungen statt. Häufig werden co-curricularen Aktivitäten in folgenden Kategorien angeboten: Uniformierte Gruppen, Darstellende Künste, Vereinswesen, Sport und Spiel. Die Teilnahme an mehr als zwei Aktivitäten ist möglich.
Am Ende der Klassenstufe 3 legen die Schüler die Prüfung Penilaian Menengah Rendah, abgekürzt PMR, ab, die früher als Sijil Pelajaran Rendah (SRP), Lower Certificate of Education (LCE) oder Lower Secondary Evaluation bekannt war. Entsprechend dem Prüfungsergebnis des PMR finden sie sich in der Sekundarstufe II entweder in einem naturwissenschaftlichen oder einem geisteswissenschaftlichen Zug wieder. Der naturwissenschaftliche Zug ist im Allgemeinen der erstrebenswertere, da man zwar jederzeit in den geisteswissenschaftlichen Zug wechseln kann, selten aber umgekehrt.
Am Ende der Klassenstufe 5 findet die Abschlussprüfung Sijil Pelajaran Malaysia (SPM) oder Malaysian Certificate of Education statt.
Die SPM basiert auf der alten britischen 'School Certificate'-Prüfung, bevor aus dieser der Abschluss General Certificate of Education 'O' Level und später das GCSE – General Certificate of Secondary Education wurde. Ab 2006 erhalten die Schüler zusätzlich zur normalen englischen SPM-Arbeit eine GCE 'O' Level Note für ihre englische Arbeit. (Früher wurde dies auf Ergebniszetteln als separates Ergebnis mit der Bezeichnung 1119 berichtet, was bedeutete, dass die Schüler zwei Noten für ihre Englischarbeiten erhielten.) Diese separate Note wird auf der Grundlage der Noten der Essay-Schreibkomponente der englischen Arbeit vergeben. Der Aufsatzabschnitt der englischen Arbeit wird unter der Aufsicht von Beamten der britischen O-Level-Prüfung bemerkt. Obwohl sie nicht Teil ihrer endgültigen Zertifikate sind, ist die Note „O“-Level auf ihrem Ergebniszettel enthalten.
Kurz nach der Veröffentlichung der SPM-Ergebnisse 2005 im März 2006 kündigte das Bildungsministerium an, dass es erwägt, das SPM-System zu reformieren, da es als Überbetonung von As angesehen wurde. Lokale Pädagogen schienen auf den Vorschlag zu reagieren, wobei ein Professor an der Universität Malaya Universitätsstudenten bedauerte, die keine Briefe schreiben, debattieren oder Fußnoten verstehen konnten. Er beschwerte sich, dass „sie nicht verstehen, was ich sage. … Ich kann nicht mit ihnen kommunizieren“. Er behauptete, dass „vor 1957 (dem Jahr der Unabhängigkeit) Schulhelden nicht diejenigen mit 8As oder 9As waren, sie waren die großen Debattierer, diejenigen, die gut im Drama, im Sport waren, und diejenigen, die die Scouts und Girl Guides anführten“. Ein ehemaliger Generaldirektor für Bildung, Murad Mohd Noor, stimmte zu und sagte: „Das Rattenrennen beginnt jetzt bei Standard 6 mit der UPSR, wobei der Wettbewerb dazu führt, dass Eltern ihre Kinder zwingen, an privaten Unterricht teilzunehmen“. Er drückte auch seine Bestürzung über die Prävalenz von Studenten aus, die 15 oder 16 Fächer für den SPM belegen, und nannte es „unnötig“.
Eine Teilmenge der öffentlichen Sekundarschulen stellen die National-type Secondary Schools (Sekolah Menengah Jenis Kebangsaan, SMJK) dar. Zum Zeitpunkt der Unabhängigkeit Malayas im Jahr 1957 war entschieden worden, dass die sekundäre Bildung durch malaysischsprachige National Secondary Schools und englischsprachige National-type Secondary Schools sichergestellt werden sollte. Den gebührenpflichtigen englischsprachigen Schulen die den Religionsgemeinschaften oder Missionsgesellschaften gehörten, bot die Regierung Unterstützung an, falls sie den landesweiten Lehrplan übernehmen würden. Sekundarschulen mit anderen Unterrichtssprachen – die meisten davon chinesische Schulen – bekamen ebenfalls Förderzusagen, falls sie in englischsprachige Schulen umgewandelt würden. Als die Regierung in den 1970er Jahren die englische Unterrichtssprache abschaffte wurden alle National-type Secondary School allmählich in malaysischsprachige Schulen umgewandelt. Der Ausdruck „National-type Secondary School“ ist im Education Act 1996 nicht enthalten, was zu einer unscharfen Trennung zwischen SMK und SMJK führte. Von chinesischen Interessensgruppen wurde diese Entwicklung kritisiert; auch weiterhin wird von dieser Seite die klare Positionierung der 78 früheren chinesischsprachigen Schulen von anderen Sekundarschulen eingefordert. Die Schulen haben weiterhin das Kürzel „SMJK“ im Schulnamen und der jeweilige Board of Directors verwaltet weiterhin das Schuleigentum – ganz im Gegensatz zu den Schulen, die von staatlicher Seite aus betrieben werden. Darüber hinaus gehört chinesischer Sprachunterricht zu den Pflichtfächern der im Rahmen der normalen Schulzeit unterrichtet wird, während andere Schulen solche Sprachkurse lediglich außerhalb des Stundenplans anbieten.
Weitere staatliche oder vom Staat geförderte Schularten sind religionsbasierte Sekundarschulen (Sekolah Menengah Agama), technikorientierte Schulen (Sekolah Menengah Teknik), Internatsschulen (Sekolah Berasrama Penuh) und das MARA Junior Science College (Maktab Rendah Sains MARA).
Unter den öffentlichen Sekundarschulen gibt es einige wenige Eliteschulen. Der Zugang zu diesen Schulen ist selektiv und restriktiv; die Schulplätze sind Schülern vorbehalten, die in den Klassenstufen Standard 1 bis Standard 6 durchgehend mit herausragenden Leistungen glänzen. Die Eliteschulen sind entweder Ganztagesschulen oder Internatsschulen (asrama penuh). Beispiele für solche Lehranstalten sind die Malacca High School, das Royal Military College und die Penang Free School.
Residential schools oder Sekolah Berasrama Penuh sind auch als „Wissenschaftsschulen“ bekannt. Sie waren ursprünglich für die malaysische Elite konzipiert, widmen sich aber mittlerweile der Förderung derjenigen Malaysier, die sich durch außergewöhnliche schulische oder sportliche Leistungen oder durch Führungsqualitäten hervorgetan haben. Die Schulen orientieren sich an britischen Internatsschulen.

## Post-Sekundarbildung

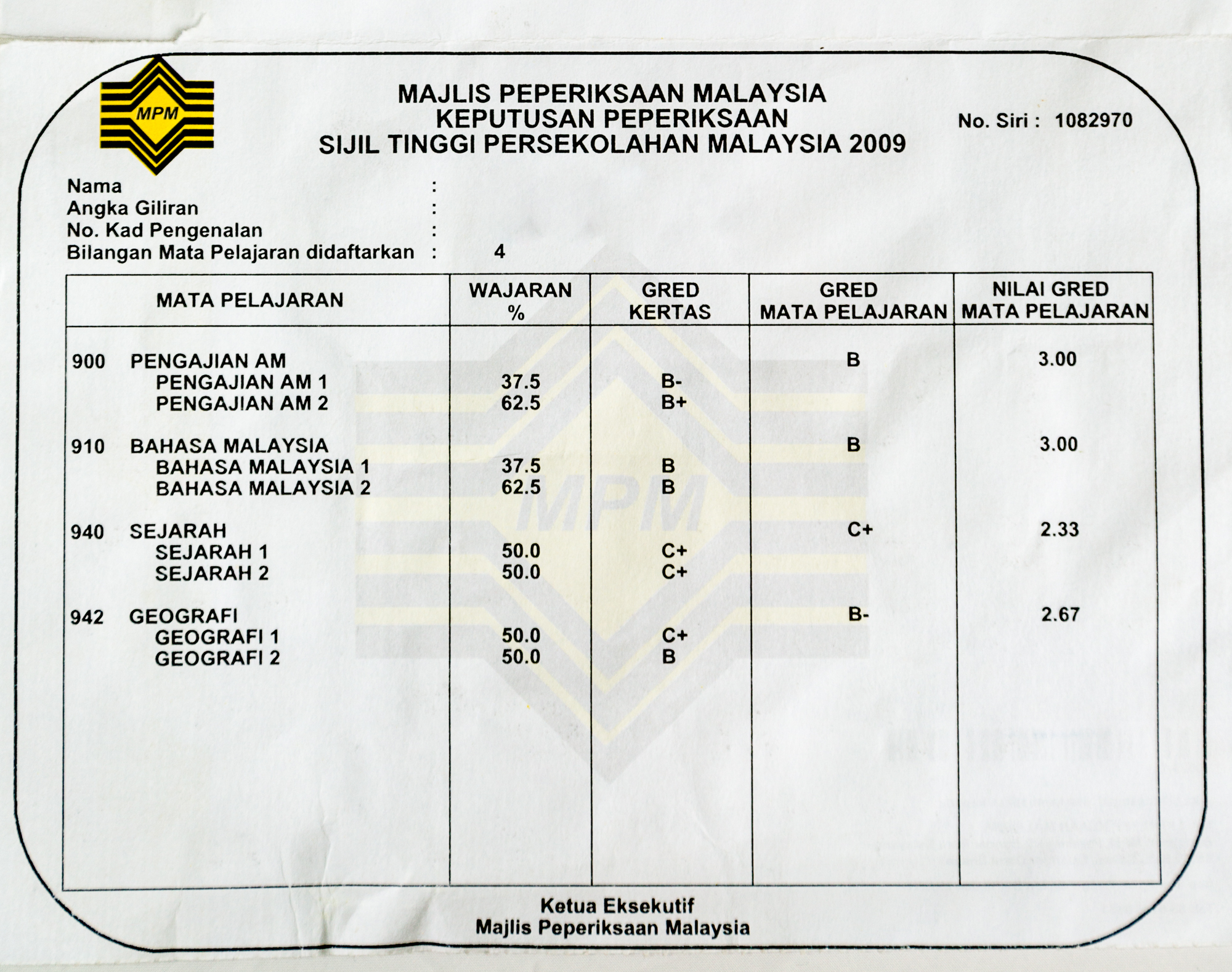
Notenbrief der STPM-Prüfung zum Malaysian Higher School Certificate

Nach der SPM-Prüfung haben die Schüler der öffentlichen Sekundarschulen die Wahl, entweder die Sekundarschule mit Form 6 weiterzuführen oder am Malaysian Matriculation Programm (matriculation) teilzunehmen.
Diejenigen, die mit Form 6 weitermachen, nehmen an der Abschlussprüfung Sijil Tinggi Persekolahan Malaysia (STPM, engl. Malaysian Higher School Certificate) teil. Das STPM wird vom Malaysian Examinations Council geregelt und organisiert. Obwohl es im Allgemeinen als Zugangsberechtigung für die staatlichen Universitäten in Malaysia benötigt wird, wird es auch international anerkannt und kann auch als Zugangsberechtigung für die grundständigen Studiengänge (undergraduate courses) der Privatuniversitäten genutzt werden.
Die matriculation ist ein vor-universitäres Qualifikationsprogramm, das der Vorbereitung auf das Studium an einer Hochschule dient. Die Teilnahme steht allen Absolventen der Sekundarschule offen. Anders als das SPTM sind die Abschlüsse des Vorbereitungskurses nur an den Universitäten in Malaysia gültig. Die matriculation ist ein ein- oder zweijähriger Kurs der vom Ministry of Education organisiert wird.
Da nicht alle Bewerber zum Vorbereitungskurs zugelassen werden und die Auswahlkriterien nicht transparent sind, gibt es immer wieder Spekulationen, über mögliche Willkür. Der Auswahlprozess folgt außerdem einer ethnienbasierten Regelung, wonach 90 % der Plätze für Bumiputras vorbehalten bleiben. Eine weitere Kritik ist, dass das Programm weniger anspruchsvoll als die Teilnahme am STPM ist und dass damit Bumiputeras insgesamt einen leichteren Zugang zu den Hochschulplätzen bekommen. Die Kritiker sehen in der matriculation eine modifizierte Form der früheren Rassendiskriminierung, bei der der Hochschulzugang direkt an eine Quotenregelung gebunden war.
Das „Zentrum für Grundlagenforschung der Naturwissenschaften“ an der Universität Malaya bietet zwei Programme exklusiv für Bumiputeras an:
- Das „Science Program“, eine einjährige Lehrveranstaltung des Ministry of Higher Education. Nach Abschluss dieses Programms werden die Studierenden entsprechend ihrer Leistungen auf verschiedene naturwissenschaftlich basierte Studiengänge an den Universitäten des Landes platziert.
- Ein spezielles Vorbereitungsprogramm, das als Hochschulzugang für Japanische Universitäten dient. Der zweijährige Intensivkurs wird vom Amt für Öffentliche Verwaltung in Zusammenarbeit mit der japanischen Regierung veranstaltet.

Ein Teil der Absolventen nimmt an Vorbereitungskursen in privaten Colleges teil. Sie können dort unter verschiedenen Programmen wählen, so zum Beispiel das britische A-Level-Programm, das kanadische Immatrikulationsprogramm, das australische NSW Board of Studies Higher School Certificate und das amerikanische High School Diploma. Neuerdings erfreut sich das International Baccalaureate als Qualifikationsprogramm zunehmender Beliebtheit.
Die offizielle Verlautbarung der malaysischen Regierung ist, dass der Zugang zu Universitäten allen nach meritokratischen Gesichtspunkten geregelt ist. Durch die Vielzahl der Vorbereitungskurse und ohne Vergleichskriterien zwischen den einzelnen Programmen steht die malaysische Öffentlichkeit skeptisch zu diesen Aussagen.

## Tertiärstufe

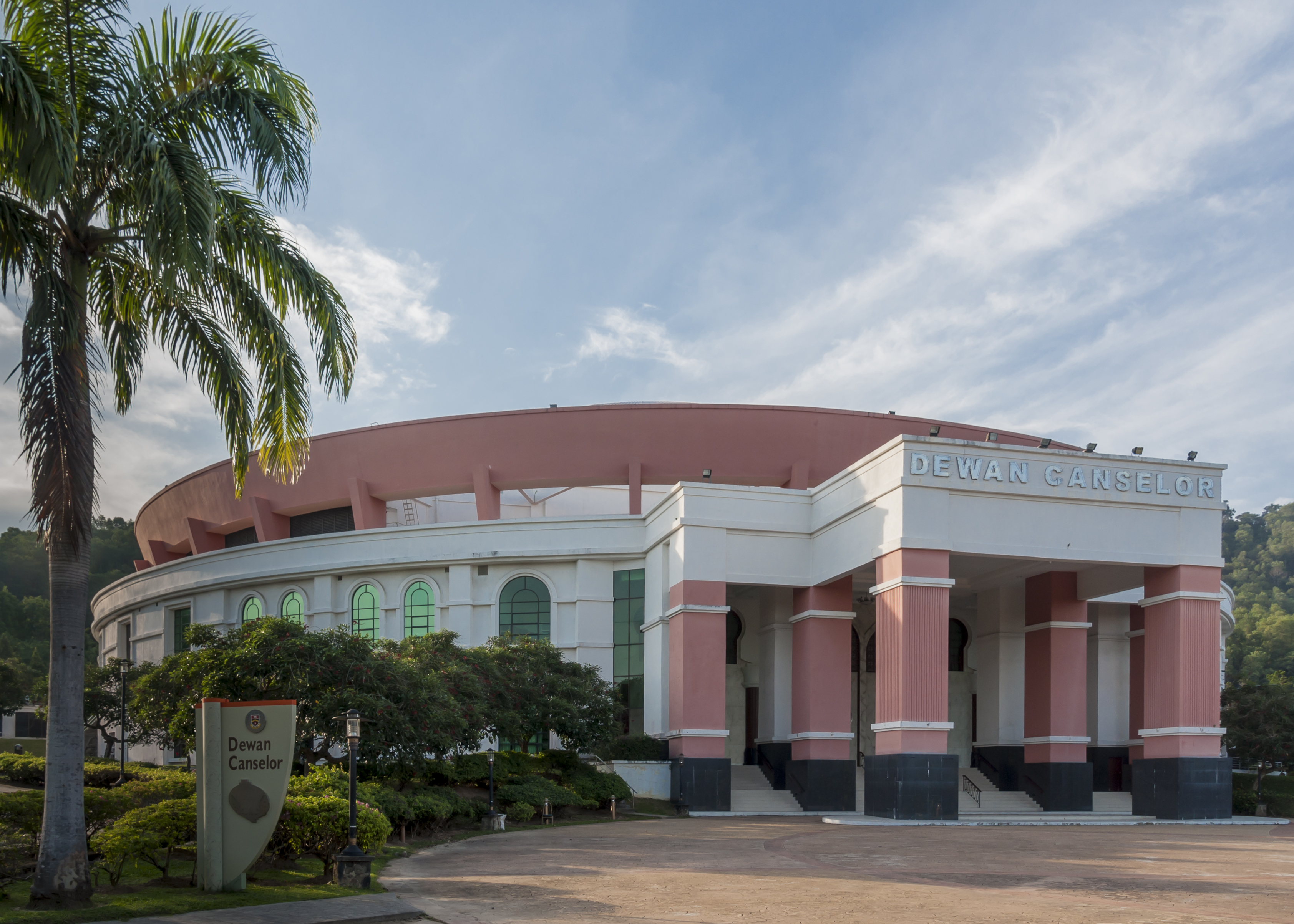
Sitz des Kanzlers der Universiti Malaysia Sabah

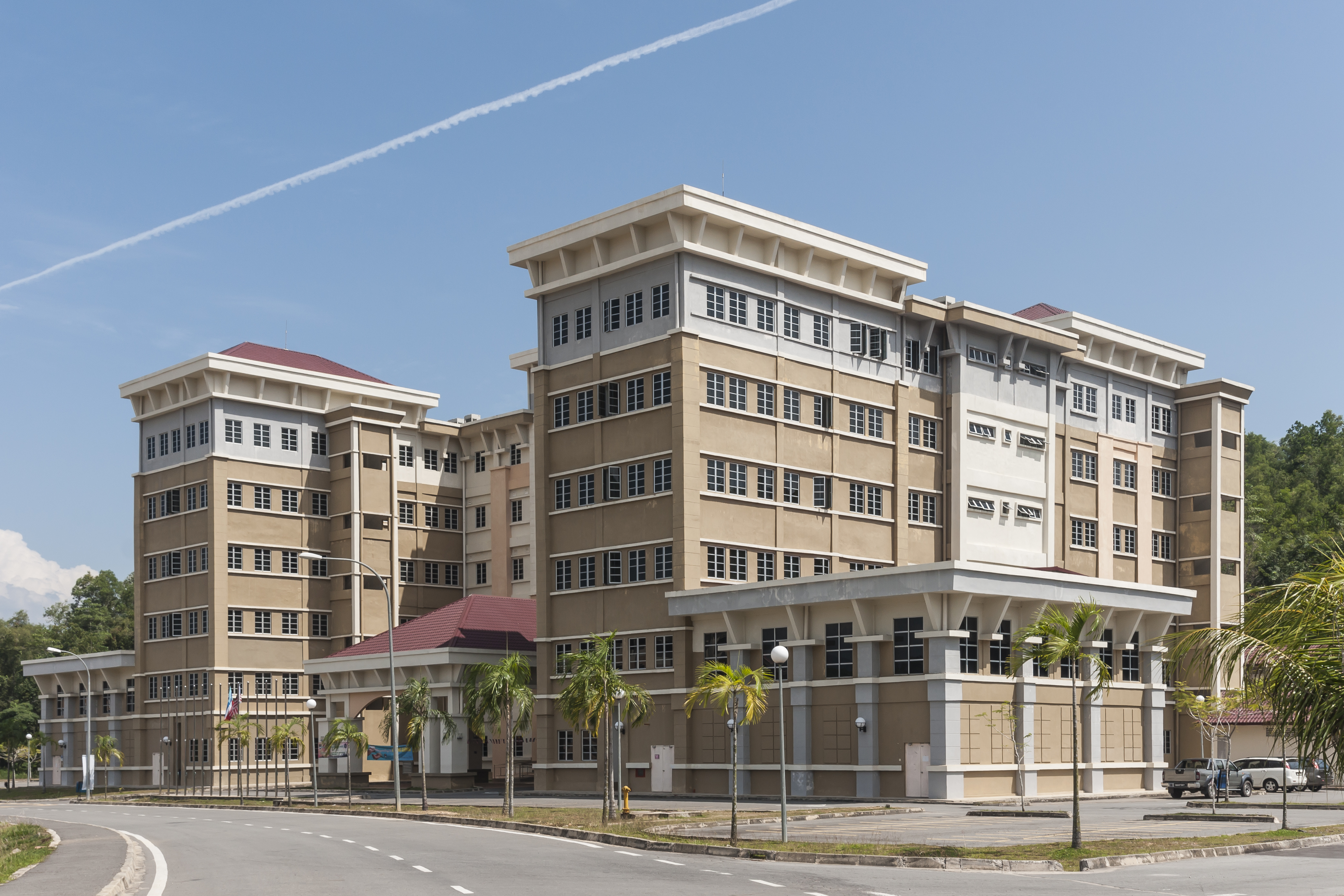
Akademisches Gebäude der Universiti Teknologi Mara, Campus Sabah

Im 2004 schuf die Regierung das Ministerium für Höhere Bildung (Ministry of Higher Education), das speziell den tertiären Bildungsbereich betreuen sollte. Das Ministerium wird von Mustapa Mohamed geleitet. Die Klassifizierungsstufen der tertiären Bildung (tertiary education) richten sich nach den vom Ministerium herausgegebenen Rahmenbedingungen des Malaysian Qualifications Framework (MQF). Das Ziel des MQF ist ein einheitliches System von Abschlüssen, die auf der nationalen Ebene sowohl für den berufsbildenden als auch den akademischen Bereich gelten.
Vor der Einführung des malaysischen Immatrikulations-Systems mussten Anwärter auf ein Studium an öffentlichen Hochschulen zusätzliche 18 Monate Schulzeit in der Form 6 der Sekundarschule belegen und an der STPM-Abschlussprüfung teilnehmen (Sijil Tinggi Persekolahan Malaysia oder Malaysian Higher School Certificate). Seit der Einführung des Immatrikulationsprogramms im Jahre 1999 als Alternativ zum STPM ist es möglich, mit der Teilnahme an einem 12-monatigen, von speziellen Immatrikulations-Colleges (kolej matrikulasi) durchgeführten Kurs die zugangsberechtigung für die Universitäten innerhalb von Malaysia zu bekommen. Allerdings werden nur 10 % der Plätze in diesen Kursen an Nicht-Bumiputeras vergeben.
Vor 2004 war für alle Hochschullehrer ein postgradualer Abschluss Voraussetzung. Im Oktober 2004 entfiel diese Anforderung und das zuständige Ministerium gab bekannt, dass „Fachleute aus der Industrie, die wesentlich zu einer Vorlesung beitragen können“, sich auch ohne postgraduale Qualifikation direkt für die Stelle eines Hochschullehrers bewerben können. Um Vermutungen entgegenzutreten, dass an den Universitäten ein Mangel an Lehrkräften bestünde, sagte der Stellvertretende Hochschulminister Datuk Fu Ah Kiow

“This is not because we are facing a shortage of lecturers, but because this move will add value to our courses and enhance the name of our universities ... Let's say Bill Gates and Steven Spielberg, both [undergraduates but] well known and outstanding in their fields, want to be teaching professors. Of course, we would be more than happy to take them in.”

„Dies liegt nicht daran, dass wir mit einem Mangel an Dozenten konfrontiert sind, sondern daran, dass dieser Schritt unseren Kursen einen Mehrwert verleihen und den Namen unserer Universitäten verbessern wird ... Nehmen wir an, Bill Gates und Steven Spielberg, beide [Studenten, aber] bekannt und hervorragend auf ihrem Gebiet, wollen Lehrprofessoren sein. Natürlich würden wir uns mehr als freuen, sie aufzunehmen.“

Er führte als weiteres Beispiel das Architekturstudium an, bei dem für ihr Talent bekannte Architekten ohne Masterabschluss Vorlesungen halten.
Es gibt eine Reihe von öffentlichen Universitäten, die in Malaysia gegründet wurden. Die akademische Unabhängigkeit der Fakultät öffentlicher Universitäten wurde in Frage gestellt. Kritiker wie Bakri Musa zitieren Beispiele wie einen Wissenschaftler, der vom stellvertretenden Premierminister Najib Razak für die „Veröffentlichung von Studien zur Luftverschmutzung“ gerügt wurde, und einen Professor für Mathematik an der Nationalen Universität Malaysia, der dafür kritisiert wurde, dass er die Regierungspolitik des Unterrichts von Mathematik und Naturwissenschaften auf Englisch auf der Primär- und Sekundarstufe kritisiert hat.
Studenten können sich auch an privaten Institutionen einschreiben. Privatuniversitäten können zunehmend mit einer Reputation für international qualifizierte Studien und Studierenden aus aller Welt aufwarten. Viele von ihnen haben Kooperationsvereinbarungen mit ausländischen Instituten und Universitäten, vor allem in den Vereinigten Staaten, Großbritannien und Australien, bei denen die Studierenden Auslandssemester absolvieren und Auslandserfahrung erwerben können. Ein Beispiel ist das SEGi University College, das mit der Abertay University kooperiert. Beliebt ist das sogenannte „twinning“, bei dem ein Teil des Studiengangs in Malaysia und ein Teil bei der Partnerinstitution absolviert wird. Beim „full twinning“ sind alle Noten und Studiennachweise vollständig übertragbar. Einige Privatuniversitäten sind Zweigstellen ausländischer Institutionen.
Seit 1998 haben einige international renommierte Universitäten innerhalb von Malaysia einen „Zweigcampus“ gegründet. Ein solcher branch campus bietet dieselben Kurse und Abschlüsse wie der Hauptcampus. Sowohl malaysische wie auch internationale Studenten können auf diese Weise die Abschlüsse der jeweiligen Institution zu wesentlich günstigeren Studiengebühren bekommen. Einen Zweigcampus in Malaysia unterhalten folgende Universitäten und Institutionen:
- Monash University Malaysia Campus
- Curtin University of Technology Sarawak Campus
- Swinburne University of Technology Sarawak Campus
- University of Nottingham Malaysia Campus.
- SAE Institute, Australien
- Raffles Design Institute, Singapur

Der Abwanderung von Akademikern setzte Premierminister Mahathir bin Mohamad 1995 sein Brain-Gain-Programm entgegen. Dieses Programm zielte auf die Anwerbung von jährlich 5000 Fachkräften ab. In einer parlamentarischen Anfrage im Jahr 2004 erklärte der Minister für Wissenschaft, Technologie und Innovation, Datuk Jamaluddin Jarjis, dass in den Jahren 1995 bis 2000 durch das Programm 94 Wissenschaftler (darunter 24 Malaysier) aus den Bereichen Pharmakologie, Medizin, Halbleitertechnologie und Ingenieurwissenschaften aus dem Ausland ins Land gekommen waren. Zum Zeitpunkt der parlamentarischen Anfrage war allerdings nur noch einer von ihnen in Malaysia tätig.

### Postgraduales Studium
Postgraduale Abschlüsse wie etwa der Master of Business Administration (MBA) und der Doctor of Business Administration (DBA) erfreuen sich einer zunehmenden Beliebtheit und stehen sowohl in den Universitäten als auch in privaten Colleges auf dem Lehrplan.
An allen öffentlichen und einigen privaten Hochschuleinrichtungen kann der Master of Science durch Facharbeiten oder Forschung erworben werden. Der Doctor of Philosophy wird dort ausschließlich auf Basis einer Forschungsarbeit verliehen.

### Berufsbildende und polytechnische Schulen

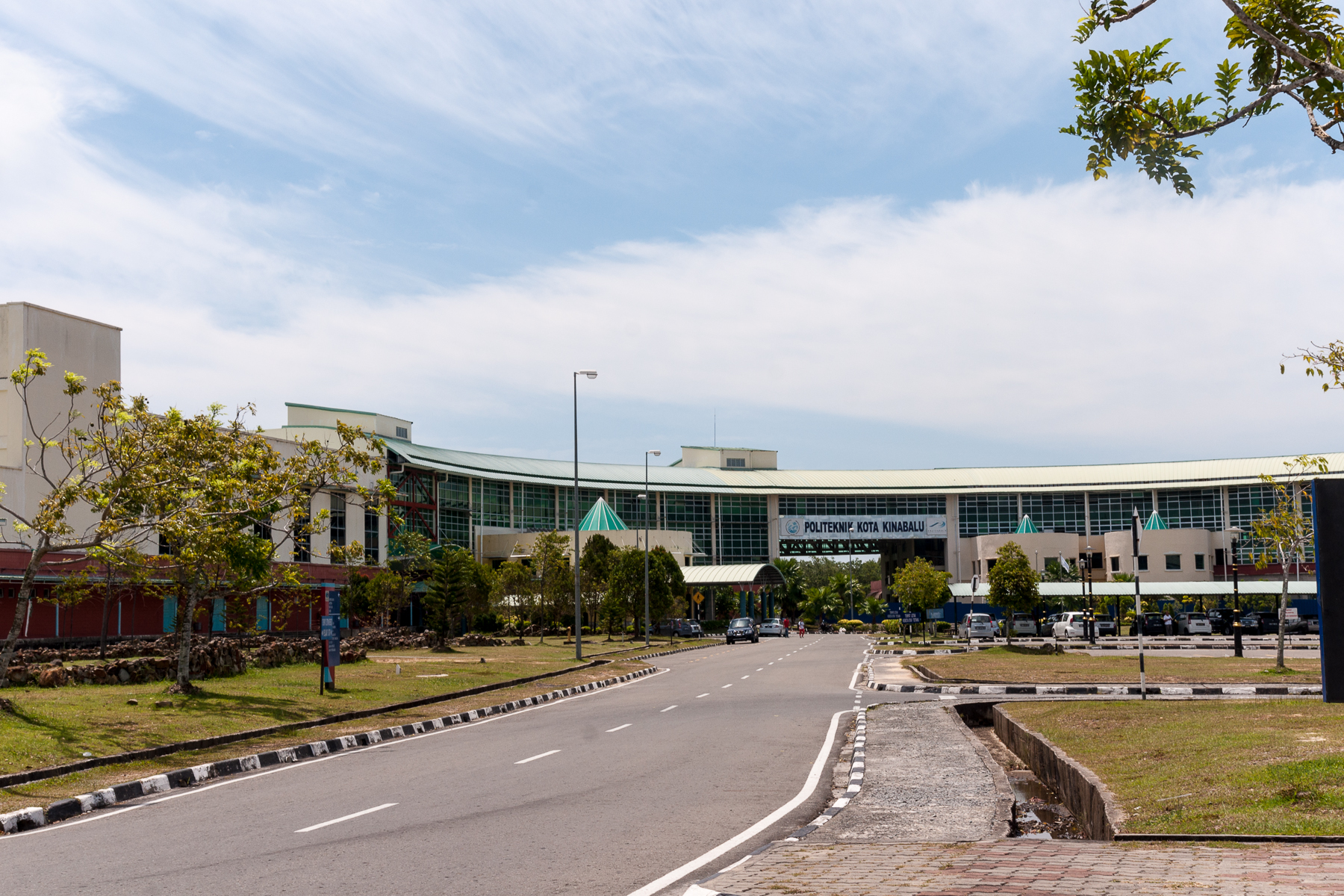
Politechnische Schule Kota Kinabalu

Neben einem Universitätsabschluss gibt es auch die Möglichkeit, die Ausbildung mit Kursen an berufsbildenden Schulen wie z. B. dem ICSA (Institute of Chartered Secretaries and Administrators) fortzuführen. Die Ausbildung an einem malaysischen Polytechnikum führt nach zwei Jahren zu einem Abschluss auf Zertifikatsebene (certificate level) und nach drei Jahren auf Diplomebene (diploma level).
Die folgende Liste fasst die polytechnischen Hochschulen in Malaysia zusammen:
- Politeknik Ungku Omar – Premier Polytechnic (Universitätsstatus)
- Politeknik Sultan Haji Ahmad Shah
- Politeknik Sultan Abdul Halim Muadzam Shah
- Politeknik Kota Bharu
- Politeknik Kuching Sarawak
- Politeknik Port Dickson
- Politeknik Kota Kinabalu
- Politeknik Sultan Salahuddin Abdul Aziz Shah – Premier Polytechnic (Universitätsstatus)
- Politeknik Ibrahim Sultan – Premier Polytechnic (Universitätsstatus)
- Politeknik Seberang Perai
- Politeknik Kota, Melaka
- Politeknik Kota, Kuala Terengganu
- Politeknik Sultan Mizan Zainal Abidin
- Politeknik Merlimau
- Politeknik Sultan Azlan Shah
- Politeknik Tuanku Sultanah Bahiyah
- Politeknik Sultan Idris Shah
- Politeknik Tuanku Syed Sirajuddin
- Politeknik Muadzam Shah
- Politeknik Mukah

Von den Hochschulen Malaysias kommen jährlich etwa 150.000 qualifizierte Absolventen.

## Andere Schularten
Neben den öffentlichen Schulen gibt es noch weitere Schularten in Malaysia.

### Islamische Religionsschulen

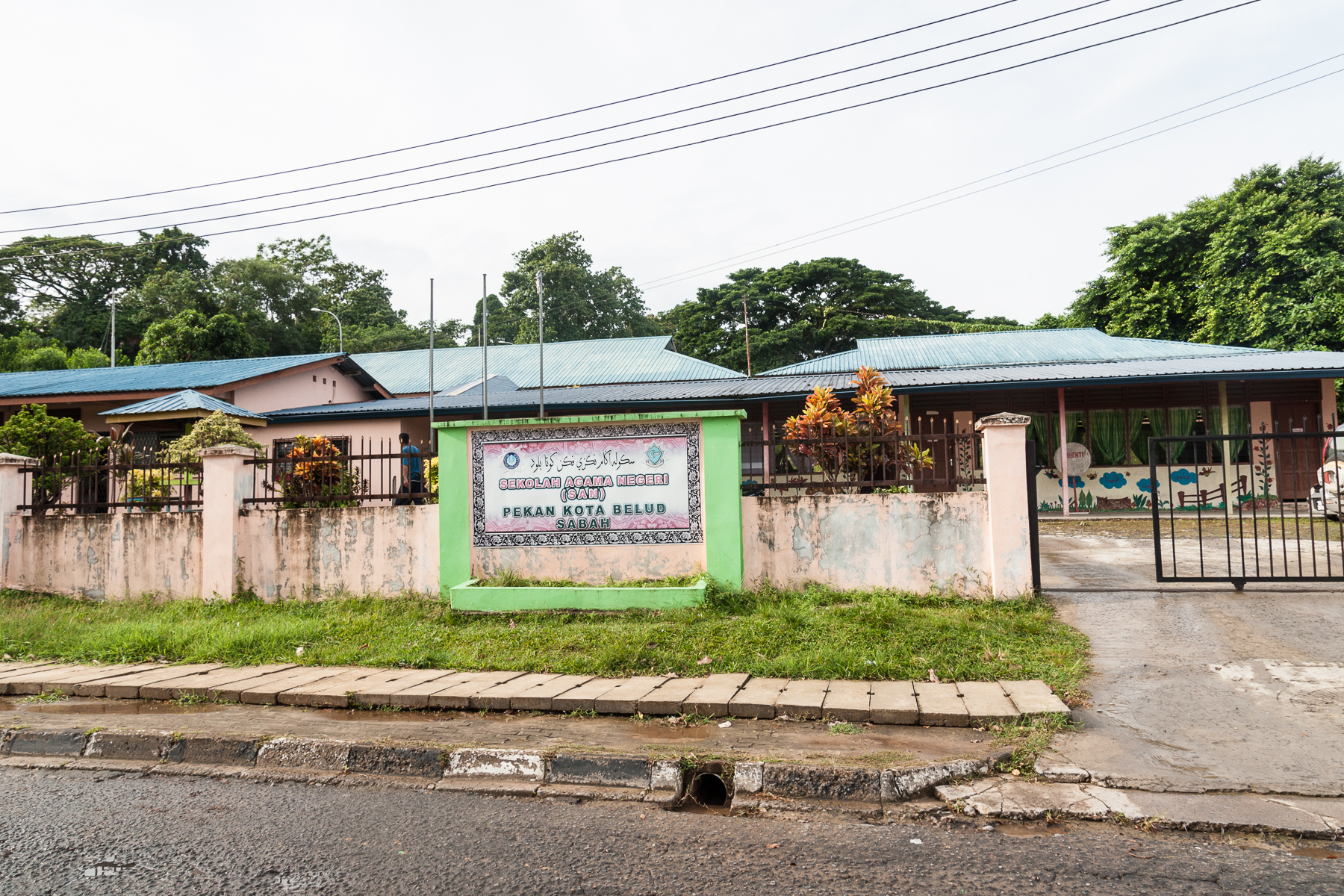
Religionsschule in Kota Belud

In Malaysia gibt es ein eigenes System islamischer Religionsschulen. Die Primarstufe wird Sekolah Rendah Agama (SRA) genannt, während die Sekundarstufe die Bezeichnung Sekolah Menengah Agama (SMA) trägt.
Eine weitere Schulart ist die Sekolah Agama Rakyat (SAR). Diese Schulen vermitteln den muslimischen Schülern islamspezifische Themen wie etwa Islamische Geschichte, Arabisch und Fiqh. Obwohl einige Staaten wie Johor die Teilnahme am Unterricht dieser Schulen für alle Muslime zwischen dem sechsten und zwölften Lebensjahr vorschreiben, ist ein Besuch dieser Schulen nicht verpflichtend. Das letzte Schuljahr dieser Schulen endet mit einer Abschlussprüfung. Die meisten SAR werden von den jeweiligen Bundesländern finanziert und auch von deren religiösen Autoritäten beaufsichtigt.
Vom früheren Premierminister Tun Mahathir bin Mohamad gab es den Vorschlag, die SAR zu schließen und die Lehrinhalte in die öffentlichen Schulen zu integrieren. Dieses Ansinnen fand jedoch sehr viele Gegner und der Vorschlag verschwand wieder in der Versenkung.
Obwohl diese Schulen noch immer in Malaysia existieren, spielen sie in den Großstädten kaum noch eine Rolle. In ländlichen Gegenden hingegen hat diese Schulform immer noch Zulauf. Die großen Universitäten des Landes akzeptieren die Abschlüsse von einigen dieser Schulen für Studiengänge, die mit dem Malaysia High Certificate of Religious Study (Sijil Tinggi Agama Malaysia, kurz STAM) abschließen. Die meisten Absolventen von reinen Religionsschulabschlüssen beginnen jedoch ein Studium in Pakistan oder Ägypten. Unter den Absolventen finden sich auch bekannte Persönlichkeiten wie Nik Adli, der Sohn des PAS-Vorsitzenden Nik Aziz.
Einige Eltern schicken auch ihre Kinder nach dem regulären Schulunterricht in spezielle außerschulische Religionsveranstaltungen wie etwa Dharma-Unterricht, Sonntagsschulen oder zum Koranunterricht in der Moschee.

### Unabhängige chinesische Gymnasien
Nach der Grundschulbildung in nationalen Grundschulen können sich einige Schüler von SJK(C) dafür entscheiden, an einer chinesischen unabhängigen High School zu studieren. Chinesische unabhängige Gymnasien werden hauptsächlich von der malaysischen chinesischen Öffentlichkeit finanziert, wobei UCSCAM (United Chinese School Committees Association of Malaysia, nach ihrem chinesischen Akronym auch als Dong Jiao Zong bekannt ist) als allgemeine Koordinierungsstelle. Schüler an unabhängigen chinesischen Gymnasien studieren in drei mittleren Mittelstufen und drei oberen Mittelstufen, ähnlich den Systemen der Sekundarschulen in der Festlandchina und Taiwan; jede Stufe dauert in der Regel ein Jahr. Wie die Schüler in öffentlichen Sekundarschulen werden auch Schüler in chinesischen unabhängigen Gymnasien in mehrere Streams wie Wissenschaft oder Kunst/Handel in der oberen Mittelstufe versetzt. Einige Schulen boten jedoch kürzlich einzigartige Streams wie Elektrotechnik, Lebensmittel- und Getränkestudien oder Kunstdesign an. Das Unterrichtsmedium an unabhängigen chinesischen Gymnasien ist Mandarin und verwendet vereinfachte chinesische Schriftzeichen.
Schüler an unabhängigen chinesischen Gymnasien absolvieren am Ende der Junior Middle 3 und Senior Middle 3 standardisierte Tests, die als Unified Examination Certificate (UEC) bekannt sind. UEC wird seit 1975 von UCSCAM betrieben. Die UEC ist in drei Stufen verfügbar: Vocational Unified Exam (UEC-V), UEC Junior Middle Level (UEC-JML/JUEC) und Senior Middle Level (UEC-SML/SUEC). Der Lehrplan und die Prüfungen für die UEC-V und UEC-JML sind nur in chinesischer Sprache verfügbar. Die UEC-SML hat Fragen zu Mathematik, Naturwissenschaften (Biologie, Chemie und Physik), Buchhaltung, Buchhaltung und Handel sowohl auf Chinesisch als auch auf Englisch.
UEC-SML ist in vielen tertiären Bildungseinrichtungen international als Aufnahmeberechtigung anerkannt, darunter in Singapur, Australien, Hongkong, Taiwan, Festlandchina und einigen europäischen Ländern sowie in den meisten privaten Hochschulen in Malaysia, aber nicht von der Regierung Malaysias für den Eintritt in öffentliche Universitäten. Da die malaysische Regierung die UEC nicht anerkennt, geben einige chinesische unabhängige Gymnasien zusätzlich zum unabhängigen Schullehrplan Anweisungen im Lehrplan der öffentlichen Sekundarschule an, so dass die Schüler für PMR, SPM oder sogar STPM sitzen können.

### Privatschulen
- NCOPS/NCOSS Private Schools

### Internationale Schulen
In Ergänzung zum landesweiten Lehrplan gibt es in Malaysia viele Internationale Schulen. Diese bieten den Studenten die Möglichkeit, nach dem Lehrplan eines anderen Landes zu lernen. Die Internationalen Schulen richten sich hauptsächlich an die wachsende Schicht der Expatriaten im Land. Die Liste der Internationalen Schulen umfasst unter anderem:
- Fairview International School
- R.E.A.L Schools (britischer Lehrplan),
- Melaka International School (britischer Lehrplan),
- Australian International School (australischer Lehrplan),
- Alice Smith School (britischer Lehrplan),
- elc International School (britischer Lehrplan),
- Garden International School (britischer Lehrplan),
- Lodge International School (britischer Lehrplan),
- International School of Kuala Lumpur (International Baccalaureate und amerikanischer Lehrplan),
- Mont' Kiara International School (International Baccalaureate und amerikanischer Lehrplan),
- Japanese School of Kuala Lumpur (japanischer Lehrplan),
- Chinese Taipei School, Kuala Lumpur (taiwanesischer Lehrplan),
- Chinese Taipei School, Penang (taiwanesischer Lehrplan),
- International School of Penang (International Baccalaureate und britischer Lehrplan),
- Dalat International School in Penang (amerikanischer Lehrplan),
- Prince of Wales Island International School in Penang (britischer Lehrplan),
- Lycée Français de Kuala Lumpur (französischer Lehrplan),
- Horizon International Turkish School (türkischer Lehrplan),[16]

## Schuluniformen

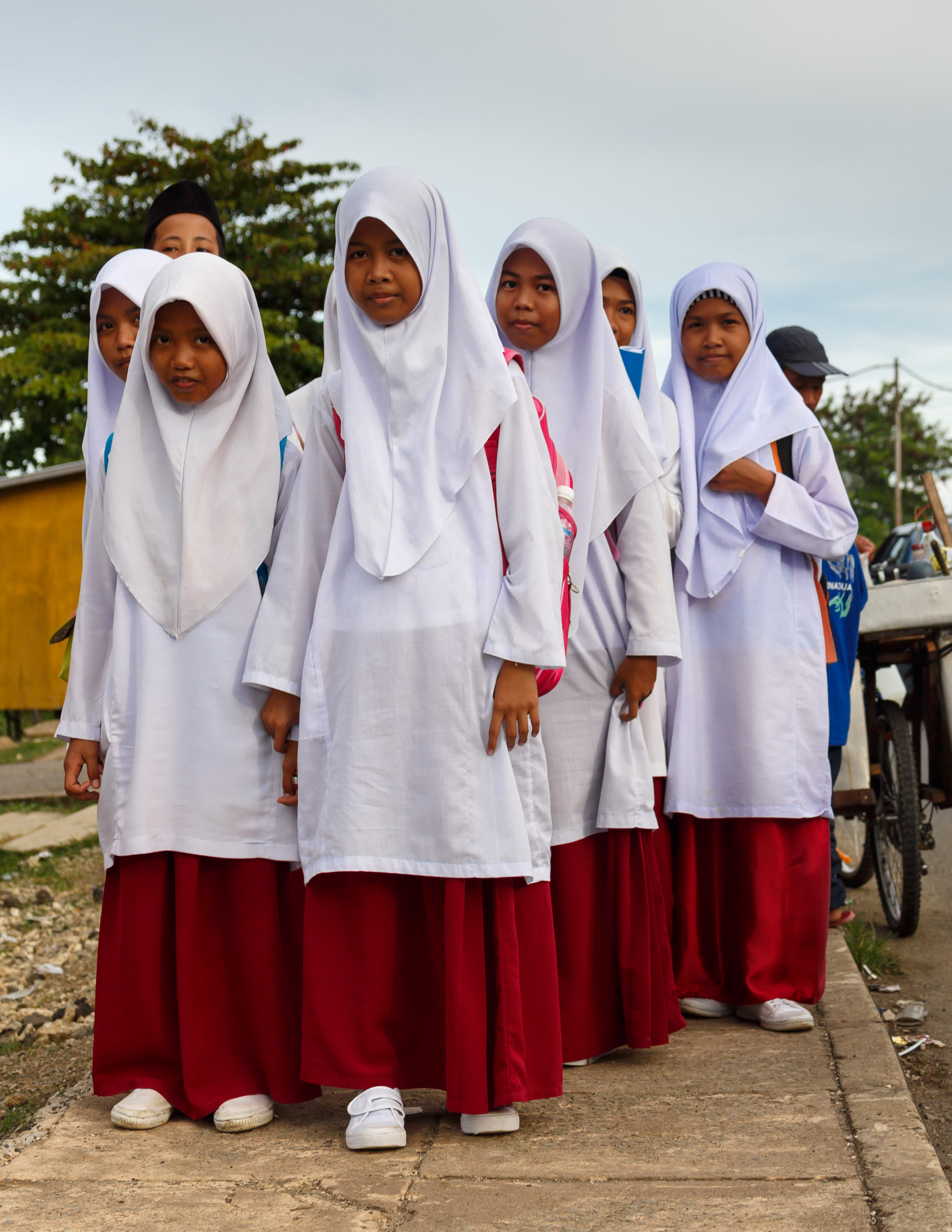
Muslimische Schülerinnen der Primarstufe mit baju kurung und tudung

Schuluniformen (pakaian seragam sekolah) im westlichen Stil adaptierte Malaysia im späten 19. Jahrhundert während der britischen Kolonialzeit. Heute sind Schuluniformen sowohl in öffentlichen wie auch privaten Schulen allgegenwärtig. Ab dem 1. Januar 1970 wurde das Tragen der Schuluniform an allen Schulen Malaysias Pflicht.
Eine typische Form der Schuluniform ist die der öffentlichen Schulen. Die Kleiderordnung für Jungen ist weitgehend standardisiert, während die Schuluniformen für Mädchen sich je nach Religionszugehörigkeit und Schulart deutlich unterscheiden können. Jungen tragen ein Hemd mit Kragen sowie Shorts oder lange Hose. Mädchen tragen ein knielanges Trägerkleid und ein Hemd mit Kragen, einen knielangen Rock und ein Hemd mit Kragen oder den für muslimische Schülerinnen obligatorischen baju kurung, der aus einem Top und einem langen Rock sowie optional dem Hidschāb (tudung) besteht. Weiße Socken und schwarze oder weiße Schuhe sind ebenfalls Pflicht, während Krawatten nur von manchen Schulen verlangt wird. Klassensprecher und Schüler mit besonderen Funktionen tragen gelegentlich Uniformen in anderen Farben; auch zwischen den Primar- und Sekundarschulen können unterschiedliche Farben im Gebrauch sein.

## Bildungspolitik
Die Bildungspolitik wird durch das Ministerium für Bildung (Ministry of Education) vertreten. Im Juli 2006 kündigte der Stellvertretende Minister des Ministry of Higher Education, Datuk Ong Tee Keat an, das umstrittene Gesetz Universities and University Colleges Act (UUCA) einer Überprüfung durch das Parlament zu unterziehen. Die Regierungskoalition setzt sich aus den verschiedensten Ethnien zusammen, und eines der Zugeständnisse, zu dem die Mehrheit der dort vertretenen Malaien bereit war, war die Möglichkeit, dass Chinesen und Inder eigene Hochschulen eröffnen.

### National Education Blueprint
2006 wurde der National Education Blueprint 2006–10 veröffentlicht. Das Papier listete eine Anzahl von Zielen auf, darunter
- die Gründung eines Lehrplans für Vorschulen (National Pre-School Curriculum),
- die Schaffung von einhundert Sonderschulklassen,
- die Erhöhung des Anteils von single-session schools auf 90 % für Primarschulen und 70 % für Sekundarschulen und[Anm. 2]
- die Verkleinerung der Klassen von 31 auf 30 Schüler in Primarschulen und von 32 auf 30 in Sekundarschulen

bis zum Jahr 2010. Der Blueprint legte auch eine Anzahl von Schwächen in der Bildungspolitik offen. Demnach haben 10 % der Primarschulen und 1,4 % der Sekundarschulen keine durchgehende Stromversorgung, 20 % bzw. 3,4 % sind nicht an die öffentliche Wasserversorgung angeschlossen und 78 % bzw. 42 % der Schulen sind älter als 30 Jahre und bedürfen der Sanierung. Der Bericht stellte fest, dass 4,4 % der Primarschüler und 0,8 % der Sekundarschüler der „3M“ nicht mächtig waren. Die Nichtbestehens-Quote für den Übergang zur Sekundarstufe lag bei 9,3 % im urbanen und 16,7 % im ländlichen Raum.
Der Blueprint sprach auch die Probleme der Rassenpolarisation in den Schulen an. Als Lösungsvorschläge nannte das Papier, Seminare zur malaysischen Verfassung, Motivationscamps zur Förderung des kulturellen Bewusstseins, kulinarische Schwerpunktwochen, die die unterschiedlichen Kochstile der Ethnien hervorheben, und Schreibwettbewerbe über die unterschiedlichen Traditionen. Mandarin- und Tamilunterricht soll in den Nationalschulen ab 2007 innerhalb eines Pilotprojektes angeboten werden.
Der Blueprint zog einige Kritik auf sich. Der Wissenschaftler Khoo Kay Kim sagte dazu:

“We do not need this blueprint to produce excellent students. What we need is a revival of the old education system... meaning the education system we had before 1957. That was when we saw dedication from the teachers. The Malaysian education system then was second to none in Asia. We did not have sports schools but we produced citizens who were Asian class, if not world class.”

„Wir brauchen diese Blaupause nicht, um hervorragende Studenten hervorzubringen. Was wir brauchen, ist eine Wiederbelebung des alten Bildungssystems ... also das Bildungssystem, das wir vor 1957 hatten. Damals sahen wir die Hingabe der Lehrer. Das malaysische Bildungssystem war damals in Asien unübertroffen. Wir hatten keine Sportschulen, aber wir brachten Bürger hervor, die asiatische Klasse, wenn nicht sogar Weltklasse waren.“

## Probleme des Bildungssystems
Die Geschichte der Probleme in der malaysischen Bildung begann mit dem von der britischen Regierung im Jahr 1951, um alle Rassen mit der Kolonialsprache zu vereinen. Der spätere Razak-Bericht wurde erstellt, um den erfolglosen Barnes-Bericht zu ersetzen, und das System bleibt bis heute bestehen.

### Sprache
Die Frage der Sprache und Schulen ist ein Schlüsselthema für viele Fraktionen in Malaysia. UMNO setzt sich für die Verwendung von Malaiisch als Unterrichtsmedium in allen Schulen ein. Nach dem Razak-Bericht werden jedoch Grundschulen beibehalten, die die chinesische und tamilische Sprache als Unterrichtsmedium verwenden. Bis 1981 gab es auf der malaysischen Halbinsel (und einige Jahre später in Sarawak) englisch-mittlere Schulen, die von der ehemaligen Kolonialregierung und christlichen Missionaren gegründet wurden. Nach den schweren Rassenunruhen in Kuala Lumpur im Mai 1969 wurden die englisch-mittleren Schulen ab Januar 1970 eingestellt; 1982 wurden diese zu malaiisch-mittleren Schulen („nationale Schulen“).
Die Existenz nationaler Schulen wird von nicht-malaiischen Komponenten des regierenden Barisan Nasional genutzt, um darauf hinzuweisen, dass ihre Kultur und Identität vom malaiischen Volk nicht verletzt wurde. Dong Jiao Zhong (die Vereinigung chinesischer Schulbehörden und Lehrer) und andere chinesische Bildungsorganisationen übernahmen die Rolle der Sicherung der chinesischen Bildung im Land und sind dagegen, dass Malaiisch Chinesisch als Unterrichtsmedium in chinesischen Schulen ersetzt. Sie prägen einen Großteil der Ansichten der in China gebildeten Gemeinschaft, die ein wichtiger Wahlkreis ist.
Im Jahr 2002 kündigte die Regierung an, dass ab 2003 der Unterricht von Wissenschaft und Mathematik auf Englisch erfolgen würde, um sicherzustellen, dass Malaysia nicht in einer Welt zurückgelassen wird, die sich schnell globalisiert. Dies ebnete den Weg für den Aufbau einer gemischt-mittleren Bildung. Die Politik wurde jedoch von malaiischen Linguisten und Aktivisten heftig kritisiert, da sie befürchteten, dass die Politik die Verwendung der malaiischen Sprache in Naturwissenschaften und Mathematik untergraben könnte, was am 7. März 2009 zu einer massiven Kundgebung in Kuala Lumpur führte. Auch chinesische Bildungsverbände sprachen sich gegen diese Politik aus, da sie befürchteten, dass dadurch die Verwendung des Chinesischen als Unterrichtsmedium in chinesischen Schulen untergraben werden könnte. Die Regierung kündigte 2009 an, dass diese Politik 2012 wieder rückgängig gemacht wird: Der Unterricht in beiden Fächern soll wieder auf Malaiisch stattfinden.
Aufgrund des Mangels an chinesischen und indischen Schülern, die nationale Schulen besuchen, gepaart mit der zunehmenden Zahl malaiischer Schüler, die chinesische und indische nationale Schulen besuchen, kündigte die Regierung im April 2005 an, dass alle nationalen Schulen damit beginnen werden, Chinesisch und Tamilisch zu unterrichten, um mehr Schüler anzuziehen, nicht als Muttersprachkurse, sondern als Wahlkurse.

### Gender
Im Jahr 2004 wurde der UNDP-Vertreter (Entwicklungsprogramm der Vereinten Nationen) Dr. Richard Leete erklärte, dass Malaysias Ranking im UNDP-Geschlechtsindex nicht „so hoch sei, wie es sein sollte“. Der ehemalige Hochschulminister Datuk Dr. Shafie Salleh antwortete, dass es nicht nur Malaysia sei. Seine zitierten Statistiken zeigten, dass es ein Verhältnis von Jungen zu Mädchen in Polytechnikum und an öffentlichen Hochschuleinrichtungen gab. In praktisch allen Industrieländern gehen Frauen und Männer in etwa gleichen Verhältnissen an die Universität. Daher wird das 2:1-Verhältnis in Malaysia als ziemlich eigenartig angesehen, wenn es in einen globalen Kontext gestellt wird.
Malaysische Polytechnikum und Community Colleges sind keine graduierten Institutionen und keine hat Postgraduiertenprogramme. Die meisten sind berufliche oder technische Einrichtungen. Dieses Ungleichgewicht wird korrigiert, sobald die jeweiligen Geschlechter das Bildungssystem verlassen.

### Rassenbezogene Quotenregelungen
1973 führte die malaysische Regierung ein positives Aktionsprogramm ein und setzte eine Quote von 55 % der Universitätsplätze für Malaiisch und die restlichen 45 % für chinesische und indische Studenten fest. Das Quotensystem der Universität schuf erhebliches Unglück unter den Chinesen und Indern. Im Jahr 2002 wurde festgestellt, dass malaiische Studenten 69 % der staatlichen Universitätsplätze ausmachten. Dies wurde vom damaligen Premierminister Mahathir Mohamad so interpretiert, dass sich weniger Chinesen und Inder für diese Orte bewarben. Im Jahr 2003 wurde das Quotensystem der Universität offiziell abgeschafft.
Im Jahr 2004 wurde jedoch 128 nicht-malaiischen Studenten, die perfekte 5As in STPM erhielten, ihre erste Wahl des Kurses verweigert, der Medizin war. Allen Studenten gelang es, erfolgreich Angebote für private Institutionen zu erhalten, aber einige absolvierten aufgrund fehlender Mittel und finanzieller Unterstützung keine medizinische Ausbildung.
Im Jahr 2010 war die indische Gemeinschaft schockiert über die niedrige Aufnahme indischer Studenten in öffentliche Universitäten um 2 % bis 3 %. Indern geht es schlecht unter dem leistungsorientierten System, das für die Aufnahme an Universitäten verwendet wird. Im Rahmen des Quotensystems waren etwa 5 % bis 10 % der Studenten Inder.
Nach der Abschaffung der Rennquote wurde die Immatrikulation als Alternative für STPM eingeführt. Es wurde kritisiert, weil es einfacher ist als STPM und dient als einfacherer Bildungsweg für Bumiputeras. Das Immatrikulationszertifikat ist jedoch nur in Malaysia gültig, im Gegensatz zu STPM, das auf der ganzen Welt anerkannt ist.

## Bemerkungen
1. ↑  Das STPM ist äquivalent mit dem britischen "General Certificate of Education A Level" bzw. auf internationaler Ebene dem Higher School Certificate.
2. ↑  Die single-session-Schule ist eine Art Ganztagesschule mit Unterricht aller Schüler von 8 Uhr bis 15 Uhr an 5 Schultagen pro Woche. Sie steht im Gegensatz zur traditionellen double-session-Schule, bei der an 6 Schultagen pro Woche ein Teil der Schüler morgens und ein anderer Teil am Nachmittag unterrichtet wird.
3. ↑  3M steht in Malaysia für membaca, menulis, mengira, also Lesen, Schreiben, Rechnen